# Complesso nebuloso molecolare di Orione
Il Complesso nebuloso molecolare di Orione (noto anche semplicemente come Complesso di Orione) è una grande nube molecolare che prende il nome dalla costellazione in cui è visibile, quella di Orione. La sua distanza dalla Terra è stimata fra i 1500 e i 1600 anni luce e il suo diametro corrisponde ad alcune centinaia di anni luce; si tratta del complesso nebuloso molecolare meglio osservabile, nonché il più studiato e conosciuto, grazie al fatto che non è mascherato da complessi oscuri, come invece accade per il Complesso di Cefeo. Alcune parti della nube possono essere osservate attraverso binocoli o semplici telescopi, alcune addirittura ad occhio nudo, come la celebre Nebulosa di Orione.
La regione centrale del complesso si estende per diversi gradi di volta celeste, dalla Cintura di Orione fino alla sua spada, ed è divisibile in due regioni distinte: la più brillante, sulla Spada, è nota come Orion A, mentre la regione ad est della Cintura è nota come Orion B. Il Complesso di Orione costituisce anche una delle regioni di formazione stellare più attive che possono essere osservate nel cielo notturno, nonché una delle più ricche di dischi protoplanetari e stelle giovanissime. Il complesso si rivela soprattutto nelle immagini prese alla lunghezza d'onda dell'infrarosso, dove si scorgono anche le regioni di formazione stellare più nascoste. Il complesso annovera fra le sue componenti nebulose oscure, ad emissione e regioni H II. Come risultato dell'azione del vento stellare delle stelle più calde e giovani della regione, raggruppate nell'Associazione Orion OB1, si è generata una superbolla in espansione dell'estensione di svariate centinaia di anni luce, individuabile nella banda dell'infrarosso e dei raggi X, che avvolge l'intero complesso estendendosi verso l'esterno, la Bolla Orione-Eridano.
Lo studio di questo complesso molecolare ha contribuito grandemente nello sviluppo delle scienze astronomiche, specialmente nel campo dell'evoluzione stellare e nella comprensione delle dinamiche legate alla loro formazione.

## Osservazione

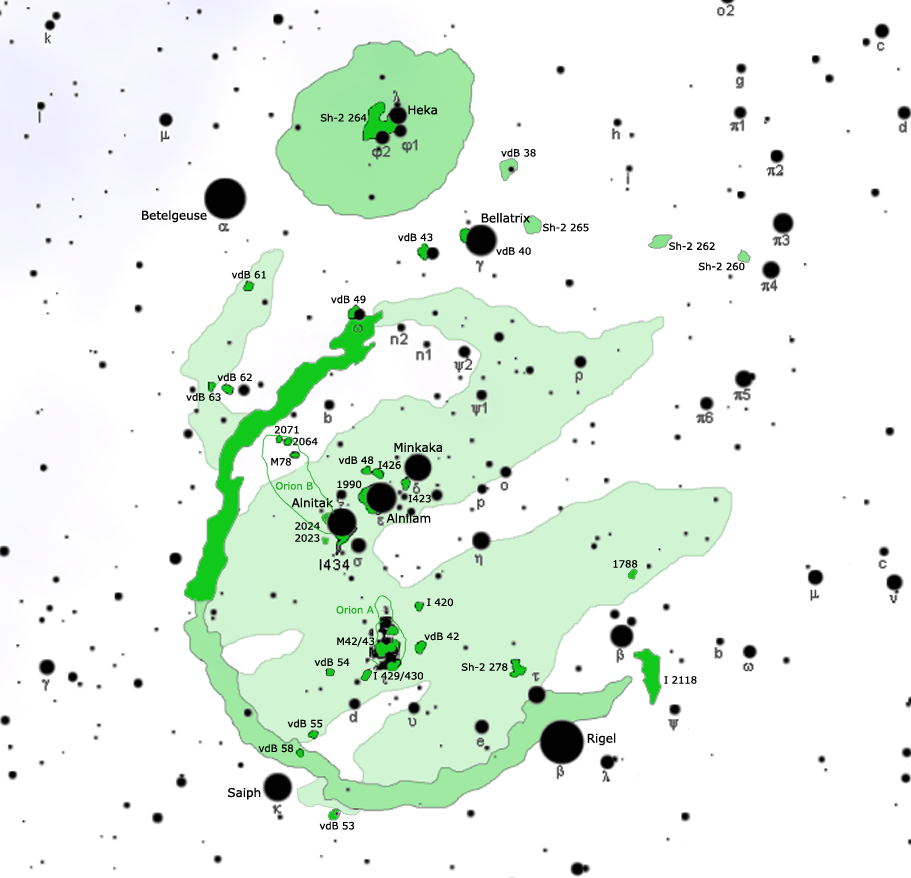
Mappa della costellazione di Orione con evidenziate tutte le strutture del complesso.

Trovandosi in corrispondenza dell'equatore celeste, l'intera struttura del Complesso di Orione è osservabile da tutte le aree popolate della Terra, favorendo così notevolmente il suo studio poiché viene a trovarsi alla portata di tutti i telescopi del mondo. Il periodo migliore per la sua osservazione nel cielo della sera va da novembre, quando è visibile ad est dopo il tramonto, ad aprile, quando appare alta verso ovest; sebbene gli oggetti più luminosi si trovino poco al di sotto dell'equatore celeste, gli osservatori dell'emisfero nord sono leggermente più avvantaggiati di quelli posti a sud, poiché il periodo della sua massima osservazione ricade nei mesi invernali boreali, quando le ore di buio sono maggiori.
Alcuni degli oggetti più brillanti e significativi del Complesso sono noti da secoli; il più celebre in assoluto è la grande Nebulosa di Orione, la nebulosa diffusa più brillante del cielo per la maggior parte delle regioni della Terra, la più osservata dagli astronomi amatoriali e anche una delle più fotografate: è visibile anche ad occhio nudo, mostrandosi come una macchia chiara dall'aspetto marcatamente nebuloso. Un binocolo consente di rivelare al suo interno alcune stelline di sesta e settima magnitudine, mentre un piccolo telescopio è in grado di mostrare un celebre gruppo di quattro stelle giovani e calde, chiamato Trapezio. Tecnicamente la nebulosa è una regione H II, ossia una nube illuminata e ionizzata dalle stelle giovani da essa originatesi e in cui è ancora attiva la formazione di nuove stelle.
Un'altra celebre nebulosa, visibile con un binocolo, è M78, nota già dal Settecento e situata alcuni gradi a nordest della Cintura di Orione; altri oggetti molto famosi comprendono la Nebulosa Fiamma e la nube oscura nota come Nebulosa Testa di Cavallo, dalla forma caratteristica e che si sovrappone ad una tenue nube chiara allungata catalogata come IC 434.
La struttura a grande scala del complesso può però essere rivelata solo nelle immagini a lunga posa o nell'infrarosso: l'intera costellazione infatti appare permeata da una tenue nube, che avvolge tutti gli oggetti nebulosi che apparentemente sembrano separati nella luce visibile; una grande struttura ad anello, visibile anche tramite un telescopio con dei filtri adatti, sembra circondare il lato orientale della costellazione, diventando più luminoso nella parte nordorientale e dissolvendosi gradualmente fino ad arrivare alla brillante stella Rigel: si tratta dell'Anello di Barnard, che delimita una superbolla sovrapposta alla linea di vista.

### Nelle epoche precessionali

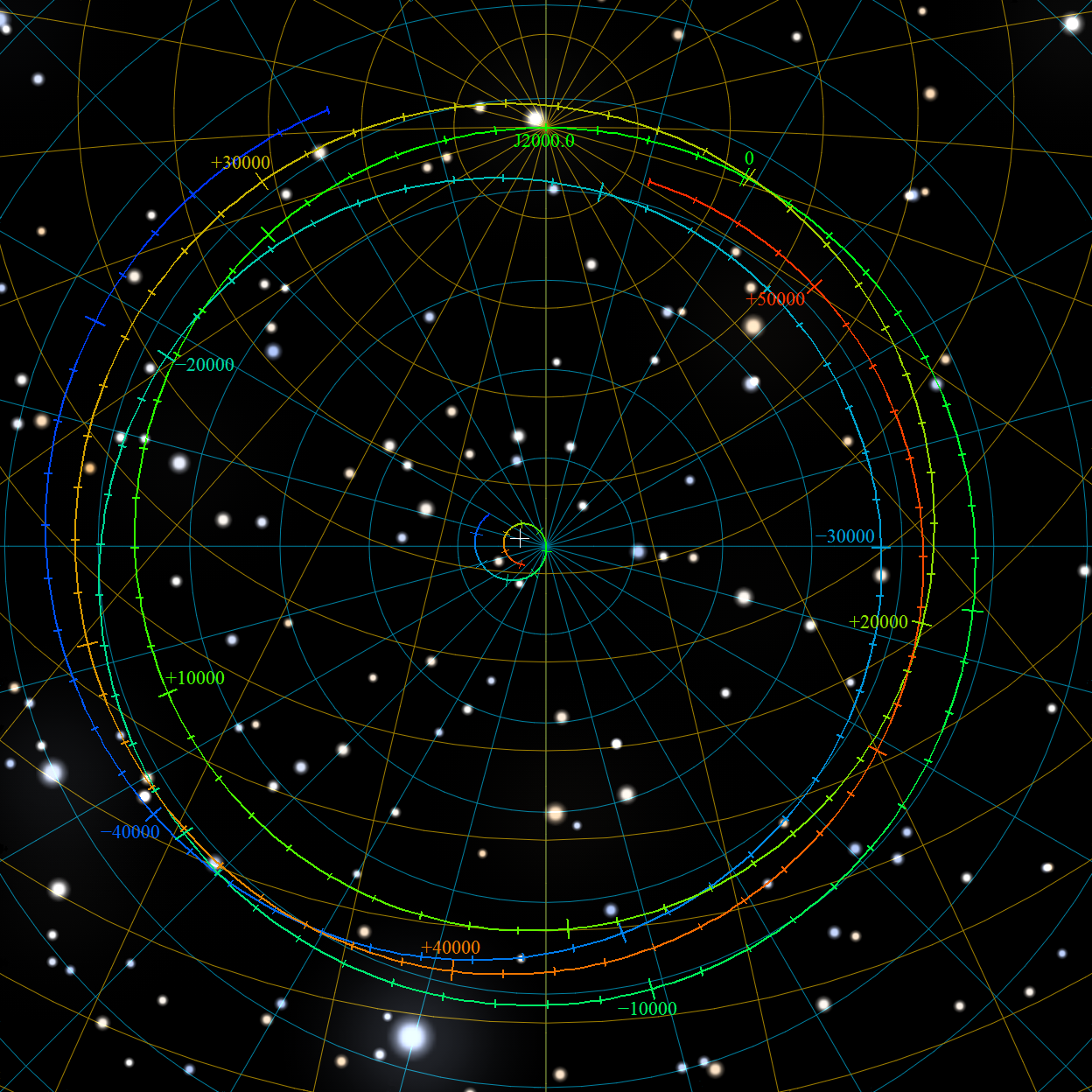
La proiezione del percorso di precessione del Polo Nord sul cielo fisso dell'epoca J2000.0 per l'intervallo di tempo da 48000 a.e.v. al 52000 a.e.c..

L'attuale posizione della costellazione di Orione fa sì che, come si è detto, sia visibile da tutti i popoli della Terra. Tuttavia è noto che, a causa del fenomeno conosciuto come precessione degli equinozi, le coordinate celesti di stelle e costellazioni possono variare sensibilmente, a seconda della loro distanza dal polo nord e sud dell'eclittica.
L'ascensione retta attuale del complesso nebuloso corrisponde a mediamente 5h 30m, ossia relativamente prossima alle 6h di ascensione retta, che corrispondono, per la gran parte degli oggetti celesti, alla declinazione più settentrionale che un oggetto possa raggiungere (si noti come l'intersezione dell'eclittica con le 6h di ascensione retta corrispondano al solstizio d'estate).
Nell'epoca precessionale opposta alla nostra (avvenuta circa 12.000 anni fa), la regione di Orione aveva un'ascensione retta opposta a quella attuale, ossia prossima alle 18h; in quel punto, gli oggetti celesti raggiungono, tranne nelle aree più prossime al polo sud dell'eclittica, il punto più meridionale. Sottraendo agli attuali 0° medi un valore di 47° (pari al doppio dell'angolo di inclinazione dell'asse terrestre), si ottiene un valore di -47°, ossia una declinazione fortemente australe, la qual cosa implica che sia la costellazione che il relativo complesso possano essere osservati per intero e senza difficoltà solo a partire dal 30º parallelo nord (le coste libiche); ne consegue che in tutta l'Europa, in quasi tutta l'America Settentrionale e in parte dell'Asia resti sempre totalmente o parzialmente al di sotto dell'orizzonte.
Fra circa 400 anni, il centro della costellazione di Orione raggiungerà le 6h di ascensione retta; dopo di che incomincerà a scendere a latitudini sempre più australi.

## Linea di vista

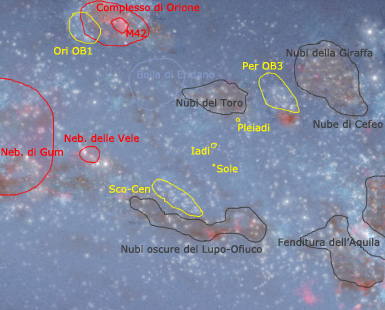
Mappa del Braccio di Orione entro un raggio di 500 parsec dal Sole.

Visto dalla Terra, il Complesso di Orione appare incorniciato da un quadrilatero di stelle molto luminose, che delimitano la figura della costellazione cui appartiene e i cui nomi sono ben impressi nell'immaginario collettivo: la più brillante è Rigel, la β Orionis; la sua distanza è stimata sui 245 parsec (796 anni luce) dal sistema solare, dunque si trova in posizione avanzata rispetto al complesso nebuloso; il suo moto proprio però suggerisce che le sue origini si trovino nel complesso, da cui se ne sarebbe allontanata. La sua distanza è paragonabile a quella della Nebulosa Testa di Strega, che viene illuminata dalla radiazione luminosa della stella.
L'altra stella di prima magnitudine è Betelgeuse (α Orionis): si tratta di una supergigante rossa distante circa 640 anni luce, dunque posta più vicina di circa 670 anni luce rispetto alle propaggini esterne della nebulosa e a circa 850 anni luce dalle sue regioni centrali; il moto proprio della stella rispetto al mezzo interstellare circostante è pari a circa 30 km/s ed è rivolto a NE, verso la vicina costellazione dei Gemelli, in direzione del piano galattico. Questo alto valore di moto proprio, associato a valori altrettanto elevati di velocità radiale, rendono Betelgeuse una stella moderatamente run-away; questi valori sono simili a quelli delle stelle che costituiscono il raggruppamento di 25 Ori, situato nella sottoassociazione OB1a. Le proiezioni a ritroso nel tempo del moto della stella hanno mostrato che questa non avrebbe mai avuto alcune relazioni con l'associazione OB, e che anzi si sarebbe originata in una regione di spazio al di fuori del disco galattico; tuttavia quest'ipotesi è stata scartata, dato che le regioni di formazione stellare si trovano fondamentalmente nei pressi del piano della Galassia. Pertanto gli astronomi ritengono plausibile che la stella si sia formata o in un'associazione, oggi estinta, a SE del sottogruppo 1a, o che la stella si sia formata nei pressi dell'associazione stessa, considerando anche l'età stimata per Betelgeuse pari a circa 10 milioni di anni (che coincide con l'età stimata per l'associazione), ma che abbia subìto due accelerazioni gravitazionali, una prima che l'avrebbe spostata dalla regione di formazione posta a circa 200 pc dal sistema solare, e una seconda, avvenuta circa un milione di anni fa, responsabile del moto proprio attuale. Gli astronomi ritengono che questa seconda accelerazione sia stata causata dall'esplosione, nella regione compresa tra l'associazione e la vicina bolla di Eridano, di una o più supernovae, le cui onde d'urto avrebbero accelerato la stella tramutando il suo moto di rivoluzione attorno al centro galattico in un moto rettilineo.
La terza stella è Bellatrix, γ Orionis, la quale però, trovandosi a una distanza di soli 240 anni luce dal Sole, non fa parte del complesso e appare solo come in sovrapposizione casuale. Infine, la meno brillante è Saiph (κ Orionis), che a una distanza di 220 parsec (717 anni luce) viene a trovarsi fisicamente vicina a Rigel; la parte sudorientale del Complesso di Orione sarebbe in realtà illuminata da questa stella.

## Caratteristiche generali e importanza nello studio astronomico

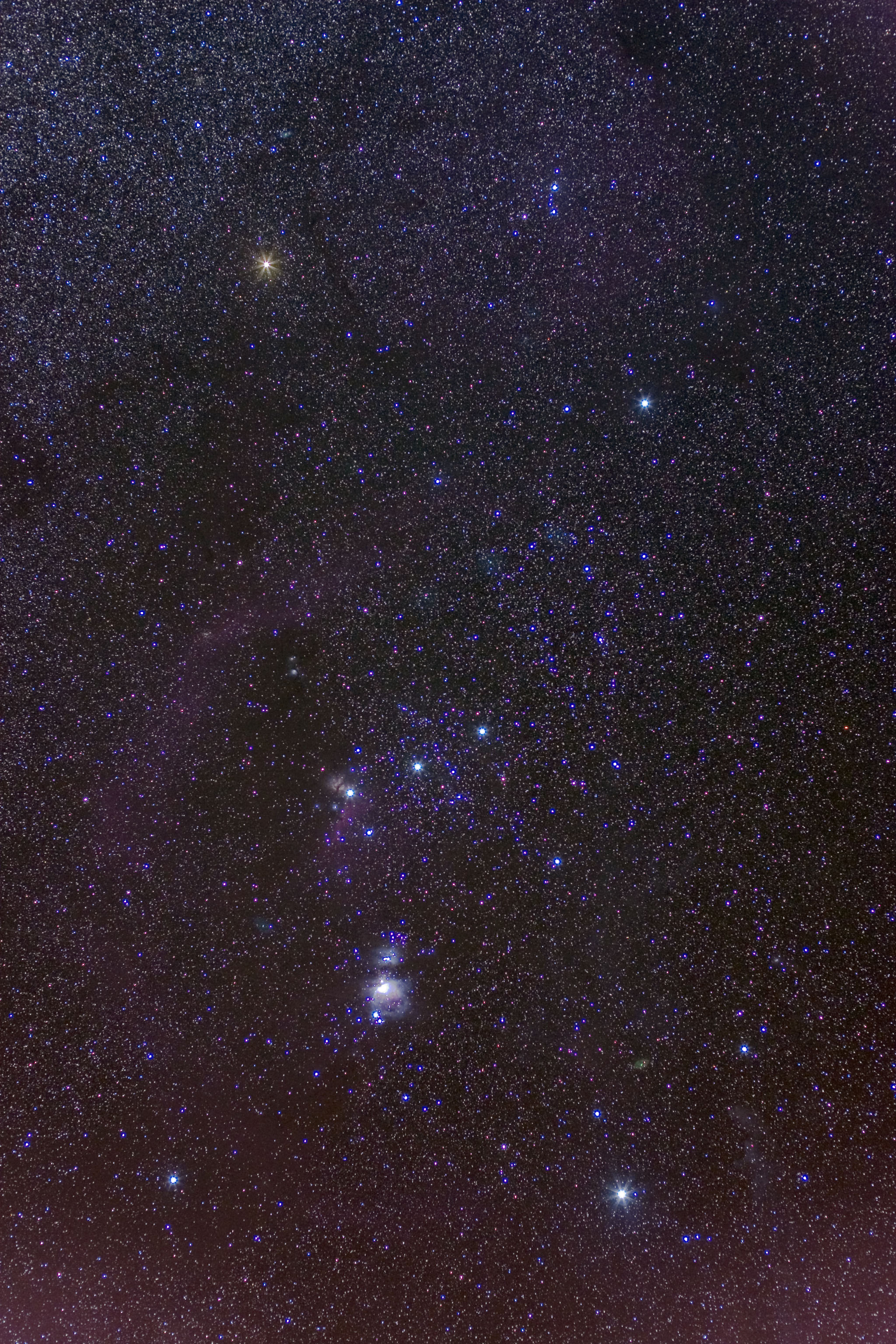
La costellazione di Orione; è evidente sulla sinistra l'arco di gas formato dall'Anello di Barnard e al centro i complessi più luminosi, come la Nebulosa di Orione.

Il Complesso di Orione è la grande regione di formazione stellare più studiata; i suoi fenomeni e le sue dinamiche hanno consentito agli astronomi di tracciare un quadro sempre più preciso di come evolvono le nubi molecolari, come e perché avviene la formazione di nuove stelle, come il loro vento stellare interagisce coi gas circostanti e come agisce l'effetto di questo vento quando le stelle più calde sono raggruppate in associazioni OB. Questo complesso di gas, ben osservabile nelle fotografie sensibili all'infrarosso, ricopre per intero la costellazione di Orione, addensandosi in alcuni punti, come nei pressi della Cintura di Orione e nella Spada, ad nordest della Cintura e a nord del grande rettangolo di stelle brillanti che caratterizza la costellazione, mentre il campo di fondo è permeato da una tenue nebulosità diffusa attraversata da vene oscure.
La grande associazione stellare che domina la costellazione è nota come Orion OB1: si tratta di una sequenza di gruppi stellari di età differenti, comprese fra gli 8 e i 12 milioni di anni; viene tradizionalmente divisa in varie porzioni: Ori OB1a comprende le stelle blu a nordovest della Cintura, Ori OB1b coincide con la Cintura, Ori OB1c si estende a sud di essa, dalla stella σ Orionis fino alla parte superiore della Spada, e infine Ori OB1d comprende le stelle nella Nebulosa di Orione. A questi si aggiunge la regione di λ Orionis, un gruppo periferico che talvolta viene considerato come un gruppo separato di Ori OB1c.
Dallo studio di questo complesso si è scoperto che le nubi molecolari tendono ad avere un aspetto filamentoso e caotico, con turbolenze interne che possono arrivare a superare la velocità del suono locale; inoltre tramite l'osservazione di questo complesso si è scoperto che le stelle si formano all'interno di dense nubi molecolari, che molte delle stelle in formazione sono circondate da un disco di accrescimento e da venti e getti collimati che immettono energia nella nube ospitante tali fenomeni e infine che nella loro fase iniziale quasi tutte le stelle fanno parte di ammassi stellari, i quali hanno una vita in genere breve poiché tendono a dissolversi col tempo. Osservando le stelle massicce della regione si è anche scoperto che il loro vento stellare può originare delle superbolle che possono arrivare a estendersi anche per centinaia di parsec, perturbando i gas circostanti e determinando così l'evoluzione dei complessi molecolari. Fra le questioni ancora aperte, resta da chiarire se le nubi di grandi dimensioni sono in grado di sopravvivere a lungo a causa della loro stessa forza di gravità oppure se tendono a disgregarsi col tempo a causa delle loro dinamiche interne.

## Distanza

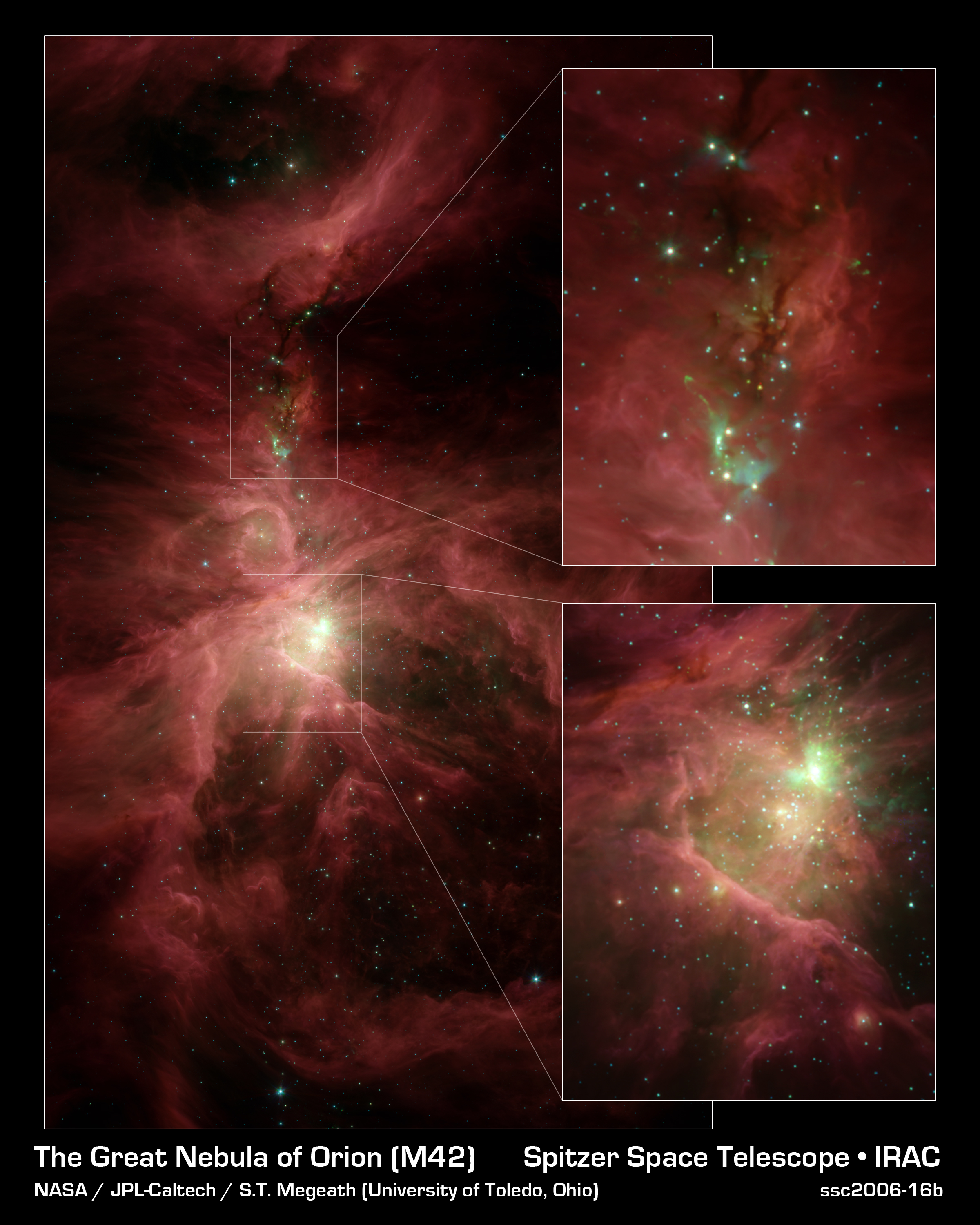
Gruppi di stelle giovani all'interno della nebulosa di Orione. Gli studi sulla loro rotazione e la loro età sono utili per determinarne la distanza.

La struttura del complesso per la quale è stata determinata per prima la distanza è la Nebulosa di Orione; tale determinazione è stata resa difficoltosa a causa della complessa natura della nube e delle sue dinamiche interne. Negli anni sessanta sono stati identificati i primi sottogruppi stellari del complesso, i quali hanno età differenti e si estendono lungo la nostra linea di vista per oltre 100 parsec, effetto che complica ulteriormente la determinazione della distanza e dell'appartenenza ai vari gruppi delle stelle visibili nel campo. Per la Nebulosa di Orione in senso stretto, e per estensione al resto del complesso, la distanza è stata determinata attraverso quattro differenti metodi: tramite lo studio dell'evoluzione stellare, tramite le dinamiche, con l'analisi della parallasse e con l'arrossamento ad opera delle polveri interstellari.
Il primo tipo di studio, basato sulla sequenza principale di età zero, include la comparazione fra la magnitudine apparente e quella assoluta, quest'ultima desunta dai modelli di evoluzione stellare, allo scopo di determinare un modulo di distanza. Gli studi iniziali, condotti da scienziati come Robert Julius Trumpler negli anni trenta, hanno determinato un lasso di distanza estremamente dilatato nei due estremi, andando dai 185 ai 2000 parsec; il modulo di distanza determinato da Trumpler è di 8,5 magnitudini, ottenuto tramite lo studio delle stelle di classe spettrale B nell'ammasso centrale della nebulosa. Negli anni successivi venne utilizzata un'altra relazione di magnitudine assoluta e il modulo di distanza ottenuto fu di 8,57, mentre per le stelle attorno alla nebulosa questo valore fu di 8,6. Studiando le stelle di classe A invece alcuni autori hanno ottenuto un modulo di distanza inferiore, pari a 8,0. Nel corso degli anni successivi, tramite la ricalibratura della sequenza principale, fu individuato un modulo più basso anche per le stelle di classe B, anche qui attorno a 8,0. In generale, tramite questo metodo si sono ottenute delle stime in costante divergenza: le cause principali di ciò stanno nella selezione delle stelle utilizzate come campione, le correzioni sul tasso di arrossamento operato dalle polveri e alcune discrepanze fra i modelli di sequenza principale adottati dai vari studiosi.
Correlato a questo metodo è quello della determinazione della rotazione stellare: le stelle giovani infatti tendono ad avere una rotazione più rapida, la quale può essere misurata tramite il monitoraggio costante della periodicità dei punti freddi che si formano sulla loro superficie; questa tecnica, sviluppata nel corso degli anni novanta, è stata applicata anche alle stelle di Orione. Le misurazioni eseguite su 74 stelle giovani immerse nella Nebulosa di Orione hanno fornito inizialmente una distanza di 440 ± 34 parsec (circa 1430 anni luce), poi rivista e ridimensionata in 392 parsec (circa 1280 anni luce) utilizzando altre stelle non soggette a sottostime della luminosità a causa del loro disco di accrescimento.
Il secondo metodo è quello delle dinamiche delle componenti stellari; le stime sulla distanza possono essere condotte attraverso i moti propri delle stelle e la loro velocità radiale, come pure tramite lo studio delle binarie a eclisse. Il primo studio sul moto proprio finalizzato alla determinazione della distanza risale al 1958, quando fu ottenuto un valore di distanza pari a 520 parsec (circa 1700 anni luce); negli anni sessanta le stesse stelle prese in esame in precedenza vennero rianalizzate, ottenendo però un valore più piccolo, di 380 parsec (1240 anni luce). Tuttavia la distanza che viene più frequentemente citata è quella di 480 parsec (1560 anni luce) ottenuta nel 1981 tramite lo studio della velocità radiale dei maser ad acqua all'interno della nebulosa. Tramite l'analisi delle dinamiche delle binarie a eclisse a doppia linea è possibile, tramite la ricostruzione dei raggi delle due componenti, derivare una stima di distanza; gli studi condotti negli anni duemila hanno fornito un valore pari a 419 parsec con uno scarto di 21 (1366±68 anni luce), basandosi su una stella di pre-sequenza principale di classe M nota come V1174 Orionis. Uno studio successivo, basandosi sulle misurazioni condotte sulla stella binaria 2MASS J05352184-0546085 ha portato il valore di distanza a 435±55 parsec (1418±179 anni luce).
Fra i metodi di misurazione tradizionalmente più affidabili vi è quello della parallasse; tramite i dati del satellite Hipparcos verso la fine degli anni novanta si è ottenuto un valore di distanza di 506±37 parsec (1650±120 anni luce) per il gruppo Ori OB1c, mentre la Nebulosa di Orione si troverebbe da 50 a 100 anni luce più vicina di questa e delle altre sottoassociazioni. Questo valore ha confutato quello ottenuto sempre lo stesso anno in uno studio parallelo di altri autori, che invece avevano calcolato una distanza di 462±36 parsec (1506±117 anni luce). Uno studio del 2005 che prende in esame le stelle di classe B tenderebbe però a confermare maggiormente quest'ultimo valore, portando un risultato di 443±16 parsec (1444±52 anni luce).
Tramite l'arrossamento si è potuta invece stimare la distanza dei bordi del complesso: secondo questi dati la distanza del bordo più remoto della regione nebulosa sarebbe di 500±30 parsec (1630±98 anni luce).

## Struttura

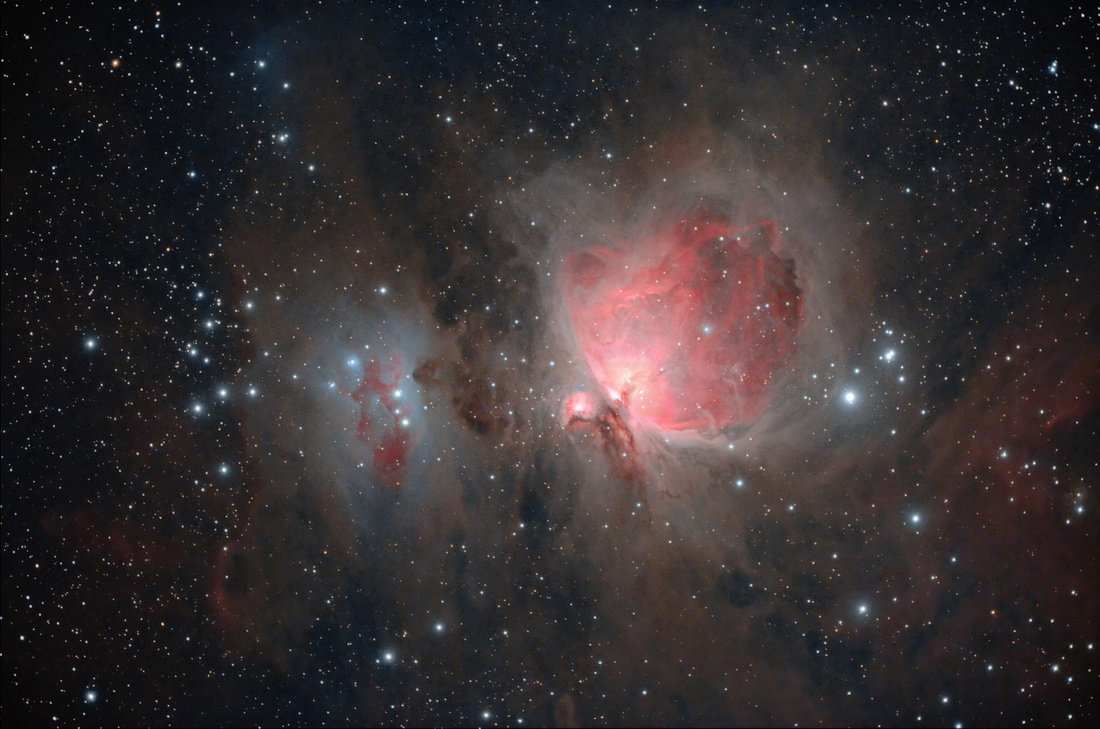
Orion A; si nota qui l'interconnessione fra tutte le nebulose della Spada di Orione, dalla Nebulosa di Orione (a destra) fino a NGC 1977 (a sinistra).

Il Complesso di Orione, come visto, ingloba completamente quella che dalla nostra linea di vista è chiamata "costellazione di Orione"; le sue dimensioni apparenti sono dell'ordine di oltre 30° sulla volta celeste, mentre la superficie di cielo occupata si aggira sugli oltre 500 gradi quadrati. La parte più cospicua e interessante dal punto di vista astronomico è la struttura chiamata Orion A: essa racchiude tutti i sistemi nebulosi presenti lungo l'asterismo della Spada di Orione, comprendendo pertanto la Grande Nebulosa di Orione, a sud, e la nube NGC 1977 che assieme alle sue stelle di quinta e sesta grandezza rappresentano la parte settentrionale della Spada.
La parte settentrionale di Orion A è anche la regione di formazione stellare più attiva compresa entro un raggio di 500 parsec (circa 1600 anni luce) dal Sole ed è anche una delle più studiate; tuttavia, la massima parte delle osservazioni si concentra nella sezione meridionale, dove risplende la Nebulosa di Orione e le sue aree circostanti. La regione compresa fra i due estremi è occupata da alcune piccole nubi e da filamenti di gas eccitati dalla luce delle stelle vicine, prive però dell'intensa radiazione ultravioletta che caratterizza l'ambiente della Nebulosa di Orione. La regione possiede un aspetto cometario e con delle creste di gas molto compatto sul bordo settentrionale (il cosiddetto "integral shaped filament") e delle code di gas in evaporazione diretto nella direzione opposta al centro dell'associazione Orion OB1.
La regione situata sull'estremo sudorientale della Cintura di Orione è chiamata Orion B (o LDN 1630); con una distanza di circa 410 pc (1340 al), viene a trovarsi anche fisicamente molto vicina alla struttura precedente e comprende le più tenui nebulose NGC 2024 (nota anche come Nebulosa Fiamma), NGC 2023, NGC 2071 e M78. Le prime due sono situate nel settore sudoccidentale della regione e presentano un'elevata attività dei fenomeni di formazione stellare. Verso est è presente una rete di filamenti gassosi e di polveri, spazzati via dall'azione del vento dell'associazione Orion OB1.

## Regioni H II e fenomeni di formazione stellare
Una regione H II è una nebulosa a emissione associata a stelle giovani, blu e calde (situate nell'angolo superiore sinistro del diagramma H-R). H II è il termine che indica l'idrogeno ionizzato, e le regioni H II sono nubi di gas ionizzato dalla radiazione ultravioletta delle stelle giovani. Le zone di formazione stellare si trovano sempre in corrispondenza di questo tipo di oggetti nebulosi. In luce visibile, sono caratterizzate dal loro colore rosso, causato dalla forte linea di emissione dell'idrogeno a 656,3 nanometri. Oltre all'idrogeno si trovano, in misura minore, anche altre specie atomiche, come l'ossigeno, l'azoto e lo zolfo.
La morfologia e la posizione dei gruppi stellari nella regione di Orione sono un indice del fatto che i fenomeni di formazione stellare possono avere luogo in vari punti di un complesso senza che vi sia una concatenazione lineare: in Orione il gruppo Orion OB1a è il risultato del primo intenso fenomeno di formazione, e il vento stellare delle sue stelle più massicce potrebbe essere stata la causa della formazione del gruppo OB1b, a sudest di questo e sulla linea di vista della Cintura di Orione, come del gruppo di σ Orionis e, a nord, di λ Orionis. In seguito la propagazione dei fenomeni generativi proseguì verso sud, virando di direzione verso l'attuale sistema di Orion A, e solo più di recente verso le regioni ad est della Cintura, sulla nube Orion B. Ad ultimo, fenomeni isolati di formazione si sono avuti con l'espansione della superbolla creata dal vento delle stelle dell'intera associazione nelle regioni più esterne, specialmente in direzione sudovest.
Le seconde ondate di formazione stellare all'interno della regione potrebbero aver avuto anche un'origine esterna; secondo uno studio del 1998, la compressione dei gas del complesso che hanno generato il gruppo OB1b sarebbe stata favorita anche dalla presenza di un'enorme superbolla, denominata GSH 238+00+09, che si sarebbe originata in una regione intermedia fra gli attuali complessi nebulosi di Orione e della Nebulosa di Gum, la cui espansione avrebbe compresso i gas attorno alla regione e avrebbe provocato la formazione stellare sia nel Complesso di Orione, sia in quello di Monoceros R2; l'origine di questa grande superbolla potrebbe essere l'associazione stellare denominata Cr 121, visibile in direzione del Cane Maggiore. Il gruppo OB1a invece non sarebbe stato influenzato da questa superbolla a causa della loro rispettiva età.

### Orion A

#### La Nebulosa di Orione

La Nebulosa di Orione, la più famosa nebulosa diffusa della volta celeste.

La Nebulosa di Orione (nota anche come M 42) è una delle nebulose diffuse più brillanti del cielo notturno. Chiaramente riconoscibile ad occhio nudo come un oggetto di natura non stellare, è posta a sud del famoso asterismo della Cintura di Orione, al centro della cosiddetta Spada di Orione; è visibile ad occhio nudo anche dalle aree urbane, in cui è forte l'inquinamento luminoso; appare come una "stella" un po' nebulosa al centro della spada di Orione, un asterismo composto da tre stelle disposte in senso nord-sud, visibile poco a sud della Cintura di Orione. Tale caratteristica nebulosità è ben accentuata vista attraverso binocoli o telescopi amatoriali.
La nebulosa si trova in una regione centrale del complesso e contiene un giovanissimo ammasso aperto, noto come Trapezio a causa della disposizione delle sue stelle principali; due di queste possono essere risolte nelle loro componenti binarie nelle notti propizie. Il Trapezio potrebbe essere parte del grande Ammasso della Nebulosa di Orione, un'associazione di circa 2000 stelle con un diametro di 20 anni luce. Fino a due milioni di anni fa questo ammasso potrebbe aver ospitato quelle che ora sono note come le stelle fuggitive, ossia AE Aurigae, 53 Arietis e μ Columbae, le quali si dirigono in direzioni opposte all'ammasso con una velocità superiore ai 100 km/s.
La Nebulosa di Orione possiede una forma grosso modo circolare, la cui massima densità si trova in prossimità del centro; la sua temperatura si aggira mediamente sui 10.000 K, ma scende notevolmente lungo i bordi della nebulosa. Diversamente dalla distribuzione della sua densità, la nube mostra una variazione di velocità e turbolenza in particolare nelle regioni centrali. I movimenti relativi superano i 10 km/s, con variazioni locali fino ai 50 km/s, e forse superiori.
Gli attuali modelli astronomici della nebulosa mostrano che la regione è grosso modo centrata sulla stella θ1 Orionis C, nell'ammasso del Trapezio, la stella responsabile della gran parte della radiazione ultravioletta osservata. Questa regione è circondata da un'altra nube ad alta densità, di forma concava e irregolare, ma più neutra, con campi di gas neutro che giacciono all'esterno della concavità. A pochi primi in direzione nord-ovest da questa stella si trova uno dei complessi nebulosi molecolari più notevoli dell'intera nebulosa; in quest'area, nota come OMC-1, il processo di formazione stellare è notevolmente accelerato, sia per la densità dei banchi di gas e polveri, sia per la radiazione ed il vento stellare di θ1 Orionis C.
La Nebulosa di Orione è un esempio di "fornace" in cui le stelle prendono vita; varie osservazioni hanno infatti rilevato all'interno della nebulosa circa 700 stelle in vari stadi di sviluppo. Recenti osservazioni col Telescopio Spaziale Hubble hanno scoperto un numero così elevato di dischi protoplanetari, che al giorno d'oggi la gran parte di quelli conosciuti sono stati osservati entro questa nebulosa. Il telescopio Hubble ha infatti rilevato più di 150 dischi protoplanetari, che sono considerati come lo stadio primario dell'evoluzione dei sistemi planetari. Questi dati sono utilizzati come evidenza che ogni sistema planetario ha origini simili in tutto l'Universo.
A partire dal settore meridionale del Trapezio si estende per alcuni gradi in direzione sudest una nube oscura catalogata come LDN 1641; questa grande nube possiede una forma allungata ben visibile agli infrarossi e alle onde radio e contiene al suo interno una ricca popolazione stellare ancora avvolta nei gas, le cui componenti sono osservabili specialmente nella banda dell'infrarosso. La sezione settentrionale, LDN 1641 nord, è in particolare oggetto di studio a causa della presenza di un'estesa popolazione di protostelle e stelle T Tauri: in questo settore le stelle meno giovani sono due giganti gialle la cui età si aggira sui 6 milioni di anni, a cui si aggiungono una decina di astri dall'età inferiore ai 2 milioni di anni.

#### OMC-2 e OMC-3

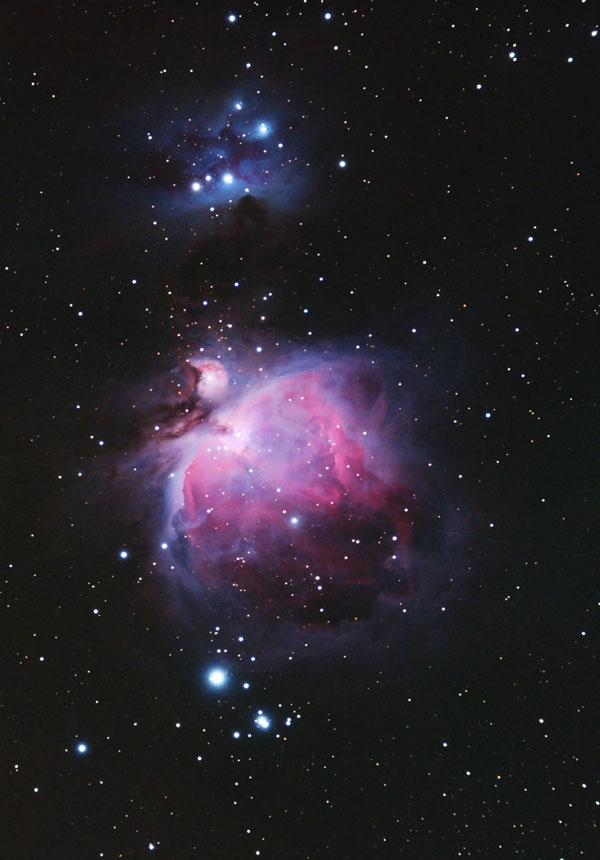
La Nebulosa di Orione (in basso) e il complesso di NGC 1977 (in alto): a metà strada si trovano i due piccoli complessi di OMC-2 e OMC-3.

La regione delle due nebulose OMC-2 e OMC-3 (Orion Molecular Cloud 2 and 3) si estende a nord della Nebulosa di Orione, lungo una scia nebulosa che la connette al sistema di NGC 1977, ed è una delle aree del complesso in cui è più attiva la formazione stellare; si trova a una distanza di 420 parsec dal Sole e contiene uno dei più ricchi aggregati di protostelle entro il raggio di 500 parsec da noi.
La prima, OMC-2, è stata individuata per la prima volta e definita nel corso degli anni settanta, indagando su un gruppo di sorgenti nel vicino infrarosso circondate da una densa regione nebulosa e situata alle coordinate 05h 35m 26,8s e -05° 10′ 17″, in J2000.0; OMC-3 invece si trova circa 11 primi d'arco a nord della precedente.
Con la mappatura della regione Orion A, è stato rilevato che entrambe le formazioni sono collegate da un grande filamento gassoso della lunghezza di 13 pc e una massa di 5x10³ M☉, pari a circa il 25% dell'intera nube Orion A; questi filamenti sarebbero il risultato della compressione del mezzo interstellare ad opera dell'espansione di una superbolla sospinta dal vento stellare delle componenti di Ori OB1. La massa delle due singole nebulose è invece pari a 113 M☉ e 140 M☉ rispettivamente, sebbene queste nubi debbano essere considerate non come indipendenti ma come parte di una grande struttura più complessa.
Entro le due nubi sono note 21 sorgenti compatte coincidenti con altrettanti oggetti pre-stellari, individuati alla lunghezza d'onda di 1300 µm; due di queste sono associate alle sorgenti infrarosse IRAS 05329−0505 e IRAS 05329−0512, individuate dal satellite IRAS.
Le immagini ottenute all'infrarosso e nella luce visibile mostrano che all'interno delle due nubi sono presenti oltre 80 getti associabili ad altrettanti oggetti di Herbig-Haro (HH); il più notevole di questi è associato alla nebulosa a riflessione bipolare 5a/6a (5a è il lobo occidentale, 6a quello orientale), che mostra una banda oscura fra i due lobi sia in luce visibile che agli infrarossi. La nube 5a/6a ha il suo centro coincidente con la sorgente infrarossa IRAS 05329-0505, che è una delle sorgenti compatte indicate in precedenza; ad essa è associata un getto radio e un grande getto bipolare di materia. Sul lobo occidentale (5a) è presente un addensamento di idrogeno molecolare che coincide con l'oggetto HH 294, e la parte più remota del flusso a getto raggiunge altri oggetti HH, fra i quali HH 42, HH 128 e HH 295 Altri flussi sono presenti a nord e in direzione del frammento della Nebulosa di Orione noto come M43.
Le osservazioni condotte ai raggi X delle due nubi hanno contribuito notevolmente ad estendere la conoscenza delle loro stelle di pre-sequenza principale e delle protostelle, come il monitoraggio 2MASS nell'infrarosso vicino condotto negli anni duemila; selezionando gli oggetti stellari giovani in base alle loro emissioni infrarosse, la loro variabilità nel vicino infrarosso e le emissioni a raggi X, sono state identificate circa 350 stelle di pre-sequenza principale e stelle in formazione ancora avvolte nel loro disco di accrescimento.

#### NGC 1977

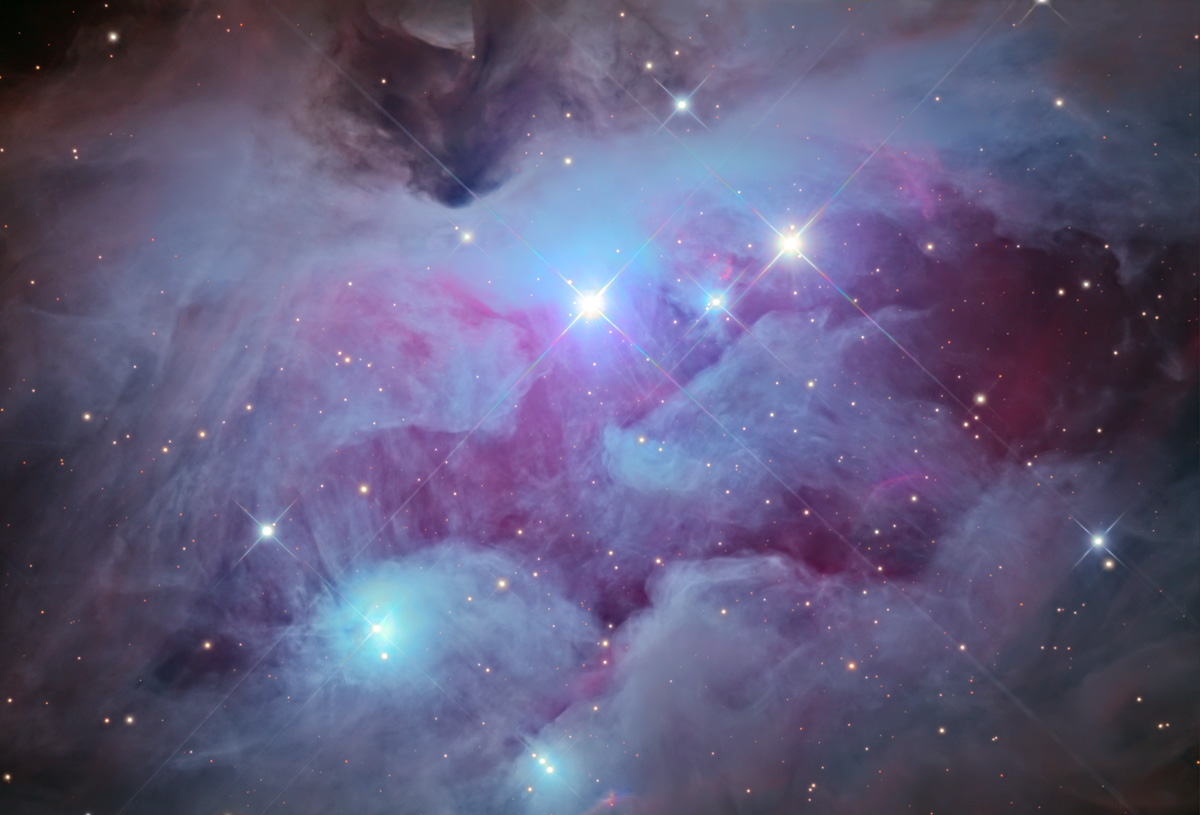
NGC 1977, una nebulosa posta nella parte settentrionale della Spada di Orione.

La nebulosa NGC 1977 si trova circa un grado a nord della Nebulosa di Orione, nella parte più settentrionale dell'asterismo della Spada; è stata scoperta da William Herschel nel 1786 e costituisce la parte più meridionale della grande regione H II Sh2-279. La fonte di ionizzazione dei gas della regione è principalmente la stella azzurra 42 Orionis, sebbene molte altre stelle concorrano ad illuminare le nubi, come altre due stelle simili e la gigante gialla 45 Orionis; la responsabile del piccolo lembo nebuloso catalogato come NGC 1973 è invece la variabile KX Orionis.
Grazie alle osservazioni del Telescopio Spaziale Spitzer si è scoperto che questa nube fa parte di una grande cavità lavorata dal vento stellare delle stelle di classe B della regione; la parte più brillante alla linea degli 8 µm è quella meridionale, dove la bolla si interseca con i filamenti delle regioni OMC-2 e OMC-3. All'esterno la regione è riscaldata ed eccitata dalla brillante stella HD 37018, sebbene potrebbero esserci anche altre stelle ionizzanti in quella direzione in uno stadio evolutivo più giovane.
La prova che la formazione stellare è attiva nella nube deriva dalla scoperta di alcuni oggetti HH, il più notevole dei quali è HH 45, che possiede una forma a bow shock con il lato orientale dai confini netti e quello occidentale più esteso e diffuso; il bow shock mostra degli addensamenti in più punti, mentre la sorgente dell'oggetto non è conosciuta.
Le stelle più giovani e di piccola massa sono associate alle più brillanti stelle blu, comprese all'interno della bolla; di queste stelle ne sono note circa 150, di cui 6 sono vere e proprie protostelle, mentre le restanti sono stelle giovani circondate da un disco di detriti. Nella stessa regione sono state identificate 97 variabili.

### Orion B e il settore della Cintura di Orione
Orion B si estende principalmente ad est del celebre asterismo della Cintura di Orione; la Cintura è formata da tre stelle giganti blu intrinsecamente molto luminose: la più brillante in termini assoluti è quella centrale, Alnilam, che trovandosi a una distanza di 1340 anni luce risulta anche la più vicina al complesso nebuloso in senso stretto. Le altre due, Alnitak e Mintaka, si trovano rispettivamente a 820 e 915 anni luce, e venendo a trovarsi molto in primo piano rispetto al complesso, non partecipano direttamente alla sua illuminazione.

#### La Nebulosa Fiamma
La Nebulosa Fiamma (NGC 2024) è una grande regione H II visibile poco ad est della brillante Alnitak; la sua caratteristica fisica principale è una grande banda scura di polveri che l'attraversa da nord a sud, allargandosi progressivamente e conferendo alla parte brillante della nebulosa una forma a fiamma; la sorgente illuminante non è, come potrebbe sembrare, Alnitak, poiché questa stella si trova a circa 820 al, dunque in primo piano a una distanza quasi dimezzata rispetto alla nebulosa. La fonte potrebbe essere un giovane ammasso di circa 300 stelle scoperte nella parte meridionale della nube nel corso degli anni novanta, le cui componenti possiedono una magnitudine apparente che arriva fino alla tredicesima, o anche meno luminose; oltre a queste sono note alcune sorgenti nel lontano infrarosso, di cui due sono associate a protostelle di classe 0.
La principale fonte ionizzatrice dei gas sarebbe una stella blu di sequenza principale di classe spettrale O8, catalogata come IRS2b; una seconda sorgente, nota come IRS2, contribuirebbe notevolmente al fenomeno della ionizzazione. Entrambe le stelle mostrano un eccesso di radiazione infrarossa, e in particolare IRS2 appare anche associata ad una sorgente di onde radio ultracompatta, G206.543-16.347, dalla natura sconosciuta; l'eccesso di radiazione infrarossa fa pensare che IRS2 sia una stella di classe spettrale B circondata da un denso disco di accrescimento. Queste ed altre sorgenti sono state identificate già a partire dagli anni ottanta: fra queste vi sono IRS1, IRS4 e IRS5, ritenute anch'esse partecipanti alla ionizzazione, assieme a IRS3, la quale consiste non di una singola sorgente ma di un sistema multiplo di stelle.
Analizzando ai raggi X la banda oscura sono state scoperte alcune sorgenti di raggi X dalla luminosità e caratteristiche paragonabili a quelle delle giovani stelle T Tauri: sembra pertanto che le regioni centrali della nube possano ospitare delle stelle di questo tipo. La temperatura del plasma della regione sembra inoltre essere più elevata rispetto a quanto osservato in regioni simili; ciò è indice del fatto che le stelle T Tauri generatrici di calore possiedono una temperatura molto elevata, più simile a quella delle giovani protostelle osservate nella regione della Nebulosa di Orione, piuttosto che delle regioni di formazione stellare di piccola massa.

#### NGC 2023

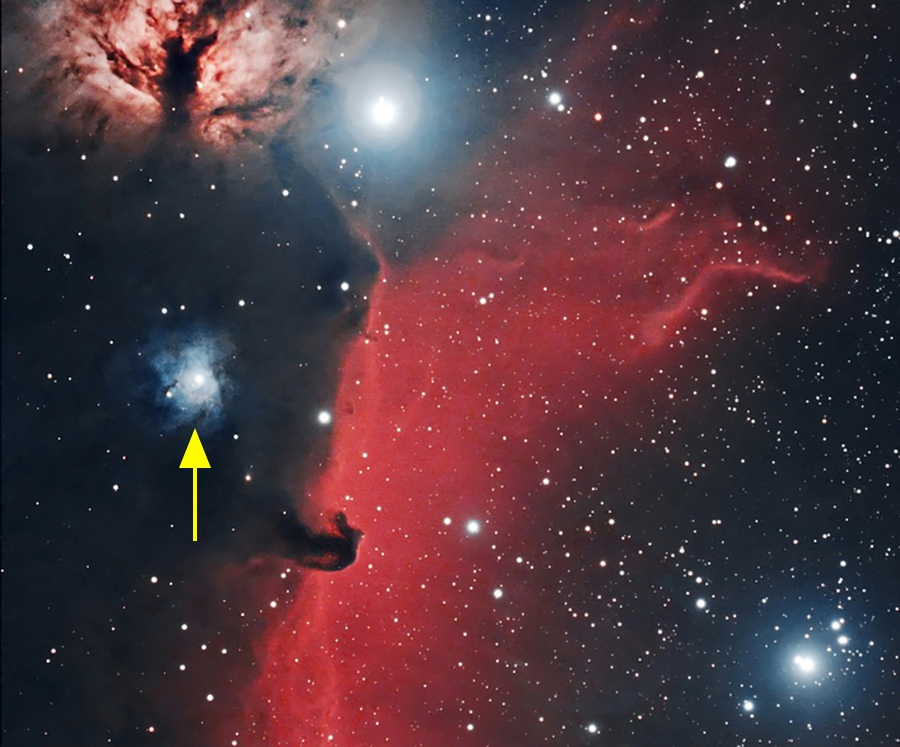
La freccia indica NGC 2023, una piccola nube azzurra poco a nordest della famosa Nebulosa Testa di Cavallo.

NGC 2023 è una piccola nebulosa che brilla per riflessione della luce prodotta dalla stella HD 37903, di classe spettrale B5, da cui prende il colore marcatamente azzurrognolo; si tratta della parte illuminata più meridionale di Orion B. Gli studi condotti all'infrarosso hanno mostrato che al suo interno si trova un ammasso composto da 16 sorgenti infrarosse coincidenti con altrettante stelle giovani, circondate dai gas da cui si sono originate; fra queste l'unica osservabile anche nella banda della luce visibile è la stessa che illumina la nube, essendo la più massiccia e l'unica non oscurata direttamente dalle polveri.
La distanza della nube è stimata sui 475 pc (1550 al) e le sue stelle illuminanti sono molto meno brillanti di quelle di grande massa tanto comuni nella regione di Orione; nonostante la presenza di protostelle, negli studi condotti a più lunghezze d'onda sono emersi indizi che farebbero intendere che la regione centrale della nebulosa è fredda e ancora priva di stelle. Le molecole qui sarebbero infatti aggregate e congelate in granuli, come sembra emergere dalle linee di emissione rilevate nel nucleo della nube.
La nebulosa costituisce inoltre una delle sorgenti di idrogeno molecolare più brillanti dell'intera volta celeste; ciò la rende un perfetto laboratorio per lo studio della fluorescenza di questo gas. La sua struttura forma una cavità sulla superficie del complesso nebuloso in cui è immersa, mentre la radiazione ultravioletta delle stelle in essa avvolte opera una fotolisi sulle sue molecole.
Ai raggi X la sorgente più brillante è catalogata come A11, più una protostella di classe 0, ossia del tipo più giovane, catalogata come NGC 2023-MM1: si tratta di una delle prime protostelle di questo tipo mai individuate, poiché lo spesso strato di gas e polveri che le avvolge rende la loro scoperta particolarmente difficile, anche ai raggi X.

#### M78

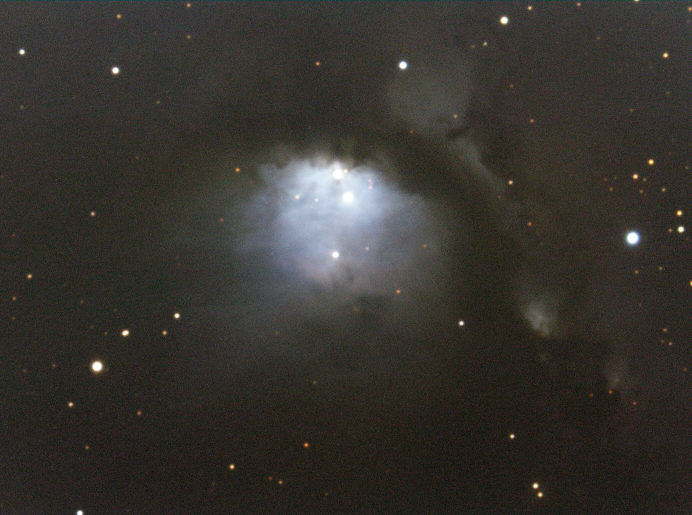
M78, una nebulosa a riflessione fra le più brillanti del cielo.

M78 (nota anche come NGC 2068) è una nebulosa a riflessione molto conosciuta a causa della sua brillantezza; emette un colore bluastro caratteristico per questo genere di oggetti, in quanto la fonte di luce è una stella di colore azzurro. Nella nube sono note 45 stelle giovani con forti emissioni Hα, più una candidata protostella di classe 0, catalogata come LBS 17-H.
Poco a sudovest di M78, in una regione molto oscurata del complesso di LDN 1630, si osservano tre oggetti HH connessi fra loro, catalogati come HH 24, HH 25 e HH 26; questa sezione di nube presenta una complessa morfologia a causa degli intensi fenomeni di formazione stellare che qui hanno luogo. Come conseguenza di ciò, la regione è ricca di oggetti stellari giovani, fra cui sono state individuate due giovanissime protostelle di classe 0, la protostella di classe 1 HH26IR, dalla forte emissione di radiazione infrarossa e quattro ulteriori sorgenti infrarosse riosservate da IRAS e già note negli anni settanta, che possiedono una luminosità compresa fra le 15 e le 25 L☉. Dai bozzoli gassosi delle due protostelle di classe 0 fuoriescono getti di materia molto densi lungo il cui asse si trovano fasci di idrogeno molecolare; i nuclei dei bozzoli sono allo stesso modo molto densi.
Nel gennaio del 2004 la stella V1647 Orionis, una giovane variabile eruttiva situata sul bordo nordoccidentale della nube, subì un improvviso picco di luminosità, illuminando una parte dei gas della nube, che fu chiamata Nebulosa di McNeil dal nome del suo scopritore: questo evento ebbe notevole importanza nello studio delle dinamiche correlate alle giovani stelle di pre-sequenza principale e la stella responsabile fu intensamente studiata per due anni, corrispondenti al periodo in cui mantenne una luminosità superiore alla norma; nell'ottobre del 2005 la sua luminosità scese bruscamente.

#### NGC 2071

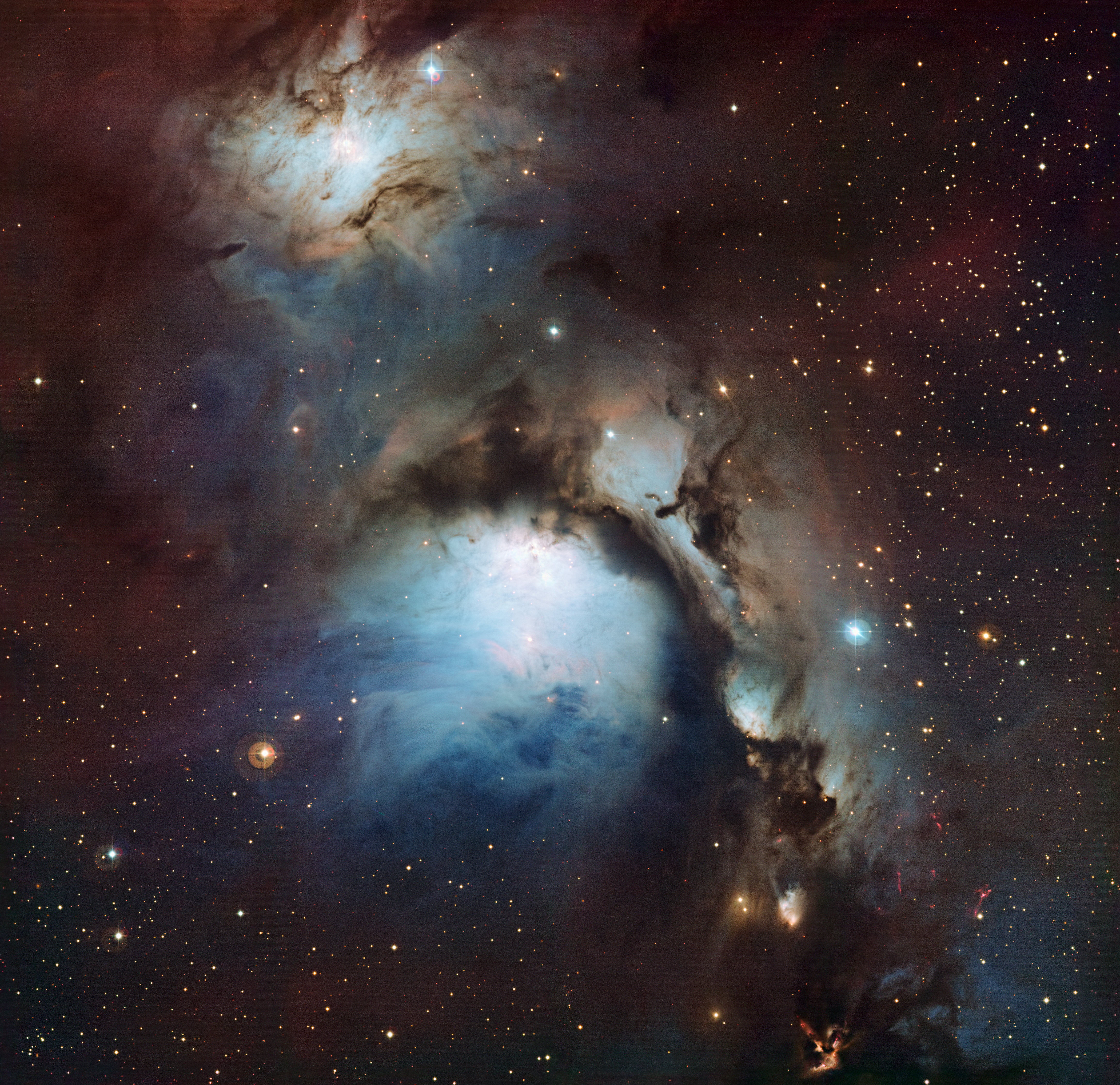
M78, in basso, e NGC 2071, in alto.

NGC 2071 è una brillante nebulosa a riflessione posta pochi primi a NNE di M78, situata ad una distanza simile (390 pc) e dunque immersa nel complesso Orion B, di cui costituisce la parte più protesa verso nordest, in direzione dell'Anello di Barnard; possiede al suo interno una grande popolazione di stelle T Tauri e una piccola nube di idrogeno ionizzato individuata alla banda delle onde radio e catalogata come NGC 2071-OH, al cui interno è presente una stella massiccia ancora avvolta nel suo bozzolo originario. Nella nube è noto anche un getto bipolare altamente collimato e ben osservabile nella banda del CO; alcuni studi condotti nella linea dell'NH3 hanno mostrato la presenza nella zona centrale da cui si originano i getti di una nube di ammoniaca a forma di disco, che ruoterebbe attorno a un asse coincidente con la direzione del getto bipolare. Alla banda del lontano infrarosso è stata individuata una sorgente vagamente sferica sovrapposta a questa struttura, con un diametro apparente di circa 12", pari a 4700 UA nella banda dei 50 µm, mentre a 100 µm la sorgente raggiunge i 16" (6200 UA).
L'ammasso principale della nube, al cui interno si trova il getto descritto, è invece catalogato come NGC 7021IR: si trova in un settore periferico di NGC 2071, possiede un diametro di circa 30" ed è formato da otto sorgenti infrarosse distinte con una luminosità totale di 520 L☉, il che suggerisce che sono in atto processi di formazione stellare di massa media. Le prime controparti ottiche scoperte di queste sorgenti infrarosse corrispondono a IRS 1 e IRS 3, che appaiono separate fra loro da 6"; la prima domina l'ammasso nella banda del vicino infrarosso, mentre la seconda è maggiormente visibile a lunghezze d'onda superiori.
Nei pressi della nebulosa, in direzione nordovest, è noto fin dagli anni settanta un maser a OH consistente di due componenti aventi una velocità radiale relativamente simile fra loro; questo, assieme alla presenza di un maser ad acqua scoperto sempre in quegli anni, rafforza l'ipotesi secondo cui questa parte del complesso nebuloso sia stata anche la sede di fenomeni di formazione stellare recenti. Associato al maser ad acqua è stato scoperto sul finire degli anni novanta un oggetto HH, catalogato come HH 437.

#### IC 434 e la Nebulosa Testa di Cavallo

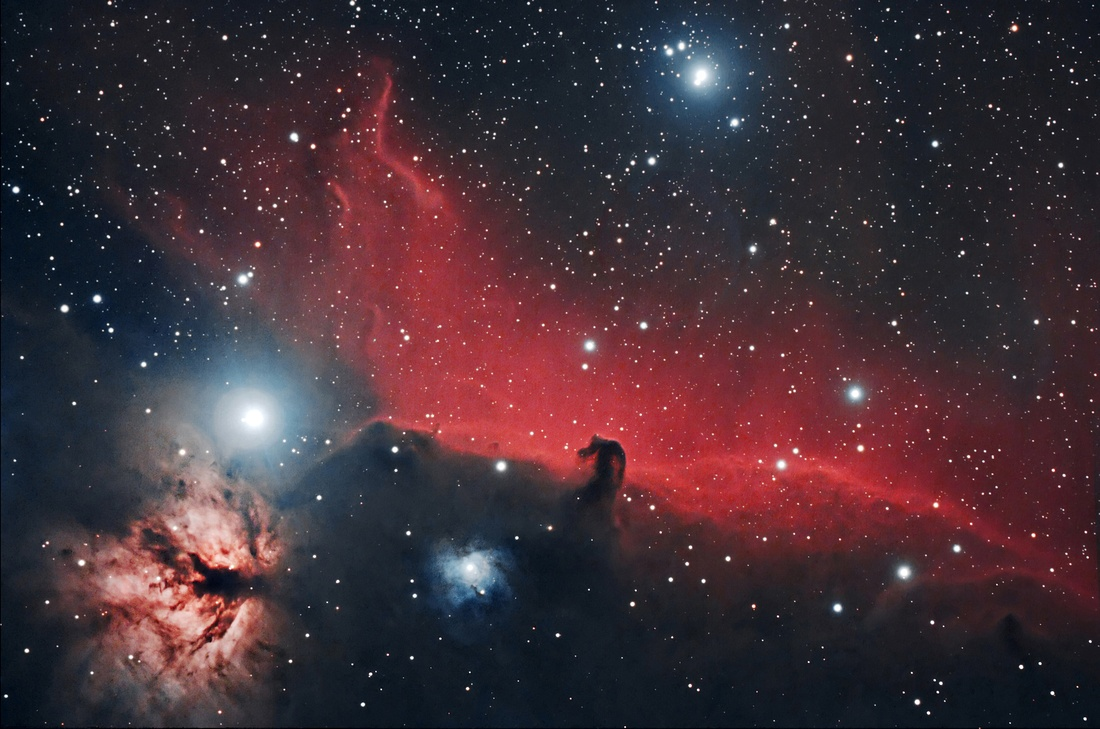
IC 434, la lunga nebulosa rossa visibile sulla destra, su cui si sovrappone l'oscura Nebulosa Testa di Cavallo; a sinistra invece la Nebulosa Fiamma e la brillante stella Alnitak. Il nord è a sinistra.

IC 434 è una regione H II che si estende a sud di Alnitak, sul bordo sudoccidentale della grande nube Orion B; presenta una forma molto allungata in senso nord-sud e riceve il vento ionizzante direttamente dalla stella σ Orionis, un brillante membro della grande associazione Orion OB1. La nebulosa raggiunge i 70' di lunghezza e si mostra con facilità nelle foto a lunga posa o nelle riprese CCD, sebbene il suo spessore sia di pochi primi d'arco.
La temperatura della regione è stata misurata tramite varie metodologie, sfruttando i rapporti di luminosità di varie righe di emissione di diversi elementi, ottenendo dei valori compresi fra gli 8000 K e 7600 K; successivamente questo valore fu ridotto a 3360 K e anche meno a seconda della mappa presa come riferimento. Uno studio sulla temperatura elettronica condotto nel 1992 ha invece fornito un valore più simile ai precedenti, che si aggira sui 6000 K.

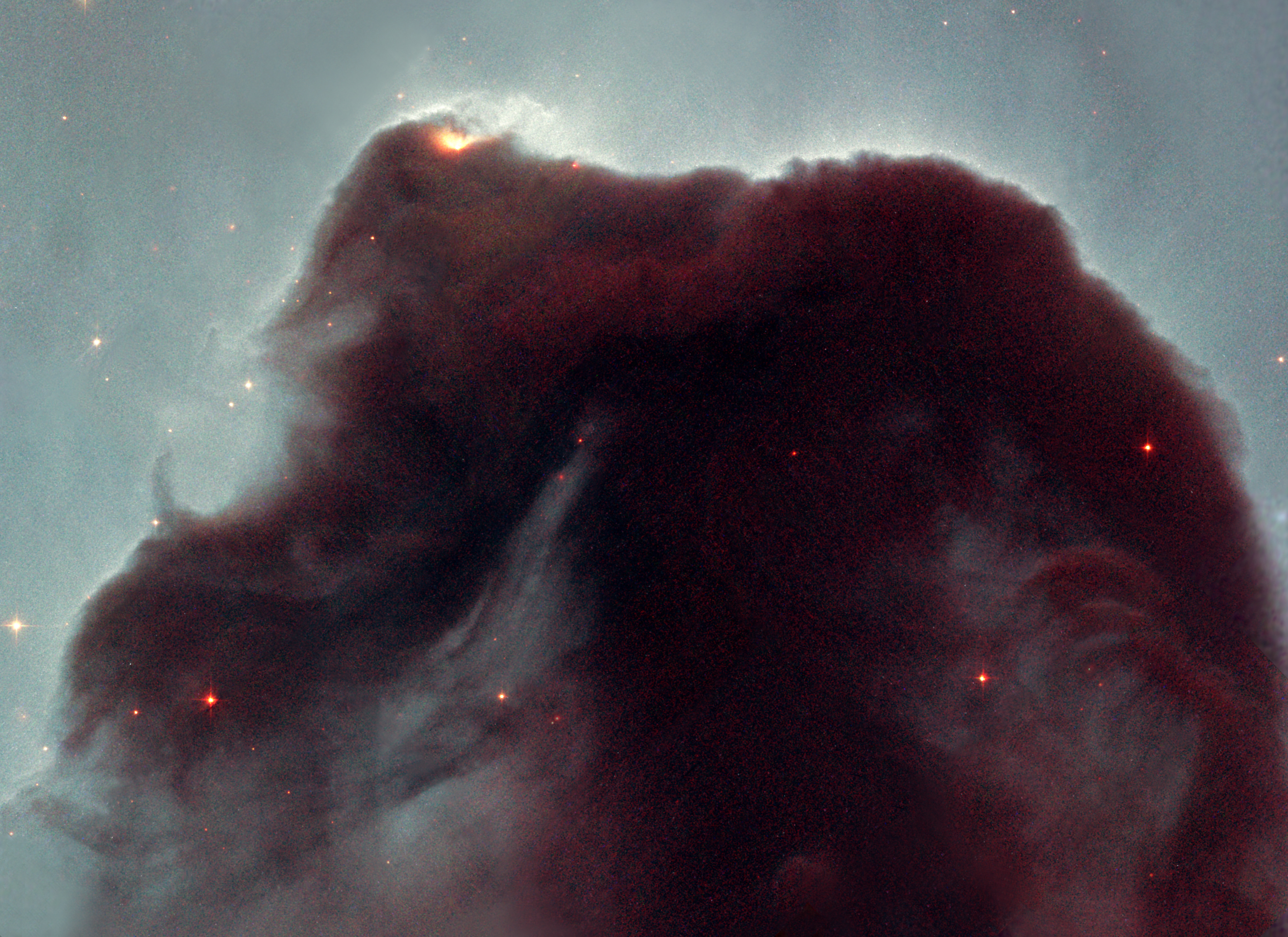
La Nebulosa Testa di Cavallo, una grande colonna di gas oscuro che si sovrappone al chiarore di IC 434.

Una piccola protuberanza della nube oscura LDN 1630 si sovrappone alla scia chiara della nube IC 434, formando una delle nebulose oscure più celebri e fotografate del cielo, B 33, meglio nota come Nebulosa Testa di Cavallo. Negli anni cinquanta è stata scoperta la prima prova che questa nebulosa sarebbe correlata a degli oggetti stellari giovani, con l'identificazione di stelle con linee di emissioni nella banda dell'Hα e di alcune stelle variabili dalle caratteristiche tipiche delle stelle giovani e ulteriori stelle Hα; alla fine degli anni ottanta fu invece identificata direttamente la prima stella giovane, rivelata tramite uno studio all'infrarosso e catalogata come B33-1, coincidente con la sorgente IRAS 05383-0228: si tratta di un oggetto celeste circondato a nordovest da una cavità della nube relativamente piccola e visibile anche in luce ottica. Questa scoperta ha permesso di elaborare un modello della nube, in cui viene presentata come una regione di gas più densa del mezzo circostante in via di disgregazione a causa dell'intensa radiazione ultravioletta di stelle come σ Orionis, che opera una fotolisi a partire dal suo settore occidentale. Questo modello si accorda bene con quello proposto per la formazione dei globuli di Bok: secondo questo modello infatti la Nebulosa Testa di Cavallo sarebbe in uno stadio iniziale del processo che porterà alla formazione di un globulo di Bok, similmente a quanto si osserva nella Nebulosa di Gum.
La massa totale della Nebulosa Testa di cavallo è di circa 27 M☉ e la sua velocità radiale è di 5 km s−1, con uno spostamento verso il rosso nella parte sudorientale; il corpo della nube è di fatto una colonna di gas in sovrapposizione con IC 434, da cui emerge una sporgenza nella parte settentrionale (il "naso") che possiede una velocità radiale leggermente superiore, indice che sta subendo una spinta accelerativa a causa delle turbolenze. Le sue dimensioni e il gradiente di velocità indicherebbero che l'evoluzione della colonna di gas è avvenuta su una scala temporale di circa mezzo milione di anni; i modelli costruiti in base a questi dati indicano che la nube potrebbe essere completamente disgregata nel corso di circa 5 milioni di anni.

#### La regione di Sigma Orionis
σ Orionis, la responsabile dell'eccitamento dei gas della nube, è una stella blu luminosa di classe O9, composta da cinque astri legati fisicamente; essa appartiene e dà il nome ad un gruppo stellare composto da astri aventi un'origine comune e inquadrato nella sottoassociazione Ori OB1b, che appare dinamicamente distinta rispetto alle altre sottoassociazioni vicine. Il gruppo è composto da circa 700 stelle, con una massa totale pari a 225 M☉, comprese dunque anche le componenti di piccola massa e substellari; il raggio apparente è di 30'. La sua età è di appena 3 milioni di anni ed appare come il risultato ultimo di un fenomeno di formazione stellare simile a quello che sta avvenendo attualmente nella Nebulosa di Orione, sebbene in scala leggermente ridotta; l'estinzione dovuta alle polveri interstellari sulla linea di vista di quest'associazione è inoltre praticamente inesistente, fattore che influisce notevolmente sulla semplificazione dello studio.

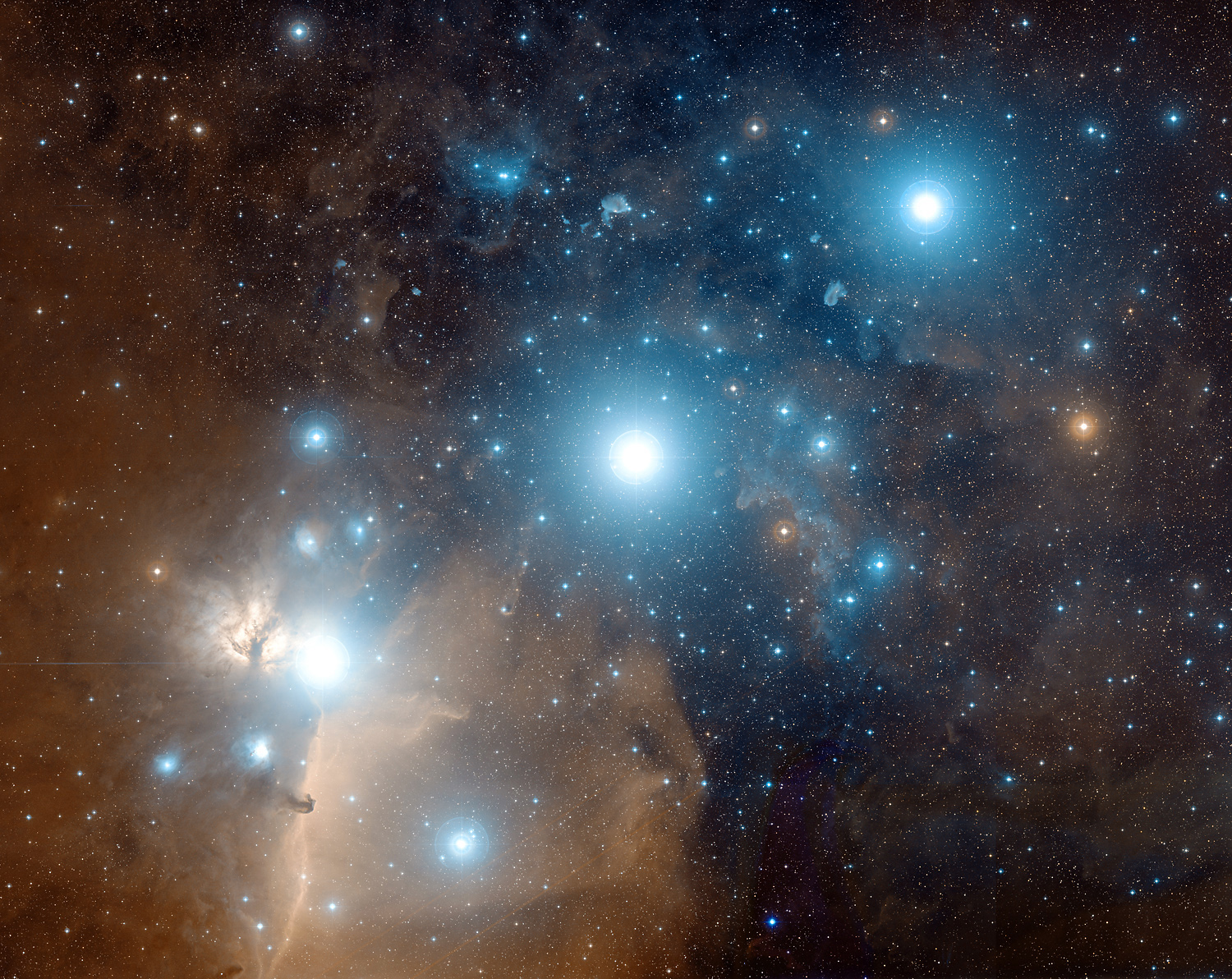
La Cintura di Orione; nella parte bassa dell'immagine, sotto la cintura, brilla la stella azzurra, che qui appare circondata da una vasta e tenue nube di colore arancione. A sinistra della stella si osserva la Nebulosa Testa di Cavallo.

Questo gruppo costituisce per gli astronomi un punto di riferimento nello studio e nella comprensione dei fenomeni di formazione delle stelle e dei corpi di massa substellare, fino a quelli di massa planetaria; tuttavia, la sua popolazione stellare non è ancora conosciuta appieno. Tramite lo studio dei monitoraggi 2MASS sono state individuate 26 stelle con un'età più giovane rispetto alle altre del gruppo, di cui 7 mostrano tracce della presenza di un disco di detriti, ed è stata inoltre scoperta una popolazione stellare che nella nostra linea di vista si sovrappone al gruppo in direzione di σ Orionis.
Il gruppo contiene anche un numero considerevole di stelle di piccola massa; secondo uno studio pubblicato nel 2008 che fa uso dei monitoraggi condotti dal Telescopio Spaziale Spitzer, è stato scoperto che due delle nane brune e una delle protostelle del gruppo sono circondate da un disco di detriti. Questo risultato è paragonabile a quelli ottenuti tramite lo studio di altre regioni di recente formazione stellare, come IC 348 e la Regione del Camaleonte, che possiedono un'età simile.
Nelle aree fisicamente prossime al gruppo di σ Orionis sono presenti dei piccoli frammenti di aggregati di gas, la cui morfologia e caratteristiche farebbero pensare che si tratti di nubi residue della formazione del gruppo; in linea visiva, queste nubi si trovano in direzione della Cintura di Orione e possiedono una forma cometaria, con delle lunghe chiome di gas in evaporazione localizzate nella direzione opposta a σ Orionis: ciò è indice evidente che esse subiscono l'effetto disgregante del forte vento della stella. In questi bozzoli in alcuni casi si sono pure avviati dei fenomeni di formazione stellare in scala ridotta.

### Regioni periferiche

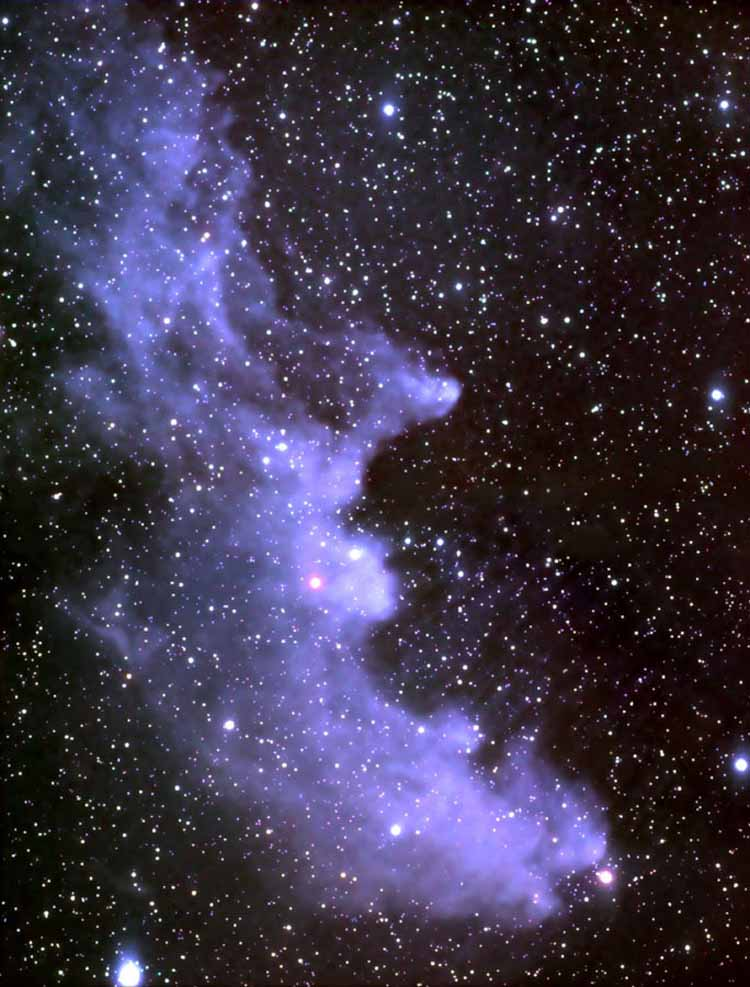
La Nebulosa Testa di Strega, in Eridano, una celebre nebulosa a riflessione. Il nord è in basso.

Le regioni più esterne del complesso ospitano principalmente delle piccole nubi e addensamenti di polvere interstellare; la maggior parte di queste nubi sono situate nella parte occidentale del complesso e sconfinano nelle costellazioni adiacenti a Orione. Spesso si mostrano di aspetto cometario e allungato, a causa dell'impatto del vento stellare originato dalle stelle più luminose dell'Associazione Orion OB1, e non a caso mostrano a loro "coda" di gas in dissoluzione in direzione opposta rispetto a queste stelle; questo tipo di interazione in alcuni casi ha anche favorito i processi di formazione stellare.
La distanza di queste nubi periferiche, paragonata con quella media delle nubi centrali del complesso, indica che esse sono protese verso la direzione del sistema solare rispetto al complesso stesso; in particolare, emerge che le nubi visivamente più prossime alle regioni centrali sono anche le più vicine al centro del complesso, mentre i frammenti situati alle alte latitudini galattiche e in interazione con il bordo esterno della Bolla di Eridano si trovano più prossime a noi. La nube LDN 1634 ad esempio, con una distanza di 450 parsec è la più vicina alla nube Orion A e alla celebre Nebulosa di Orione; le nebulose poste sul confine fra Toro ed Eridano, come la Nebulosa Testa di Strega, giacciono a 230 parsec circa, mentre quelle ancora più ad ovest arrivano fino a 150-200 parsec dal Sole.
Fra gli addensamenti nebulosi più conosciuti di queste regioni sono compresi LDN 1634 e la Nebulosa Testa di Strega; la prima è anche la più prossima alla regione di Orion A, trovandosi a circa 3° da essa; si tratta di una nube oscura di piccole dimensioni, che contiene alcune parti parzialmente illuminate, come LBN 956 e LBN 957. La Nebulosa Testa di Strega invece (IC 2118) è una nebulosa a riflessione situata nella parte nordorientale della costellazione di Eridano, poco a sud della stella Cursa e circa otto gradi ad ovest di Orion A; la fonte della luce che la nebulosa riflette sarebbe la brillante stella Rigel (β Orionis), situata circa due gradi ad est.
La parte più settentrionale del Complesso di Orione, a nord del grande quadrilatero di stelle che costituisce la costellazione, è costituita da una piccola associazione OB relativamente brillante, catalogata come Cr 69 e nota come Associazione di Lambda Orionis; la sua stella dominante, λ Orionis (Heka), è ben visibile ad occhio nudo e domina il gruppo composto da una dozzina di stelle azzurre di classe spettrale B. Le componenti dell'associazione sono tutte ben visibili anche con un binocolo. λ1 Orionis è una stella di classe O 8 III (una gigante blu) ed è la principale ionizzatrice di un grande sistema di gas ionizzato noto come Regione di Lambda Orionis, dalla forma grosso modo simmetrica e ben visibile agli infrarossi, dal diametro di circa otto gradi e leggermente più luminosa nel lato occidentale; al suo interno sono noti circa un'ottantina di oggetti, di cui la gran parte sono stelle Ae/Be di Herbig e giovani stelle T Tauri, indice questo che la nube ospita fenomeni di formazione stellare di stelle di massa intermedia o piccola.

## Componenti stellari
Tutte le stelle blu visibili nella parte centrale di Orione fanno parte di un'associazione OB, ossia un'associazione stellare di recente formazione che contiene decine di stelle massicce di classe spettrale O e B, ossia blu e molto calde; questi gruppi stellari si formano assieme nelle nubi molecolari giganti, il cui gas residuo, una volta che le stelle sono formate, viene spazzato via dal forte vento stellare. Entro pochi milioni di anni, gran parte delle stelle più luminose dell'associazione esplodono come supernovae, mentre le stelle più piccole sopravvivono per molto più tempo, avendo una massa inferiore. Si crede che la gran parte delle stelle della nostra Galassia siano in origine appartenute ad associazioni OB. Paradossalmente, si possono conoscere più facilmente le associazioni OB di altre galassie piuttosto che della nostra, a causa della presenza delle nubi oscure che mascherano la gran parte degli oggetti interni alla Via Lattea.

### L'Associazione Orion OB1

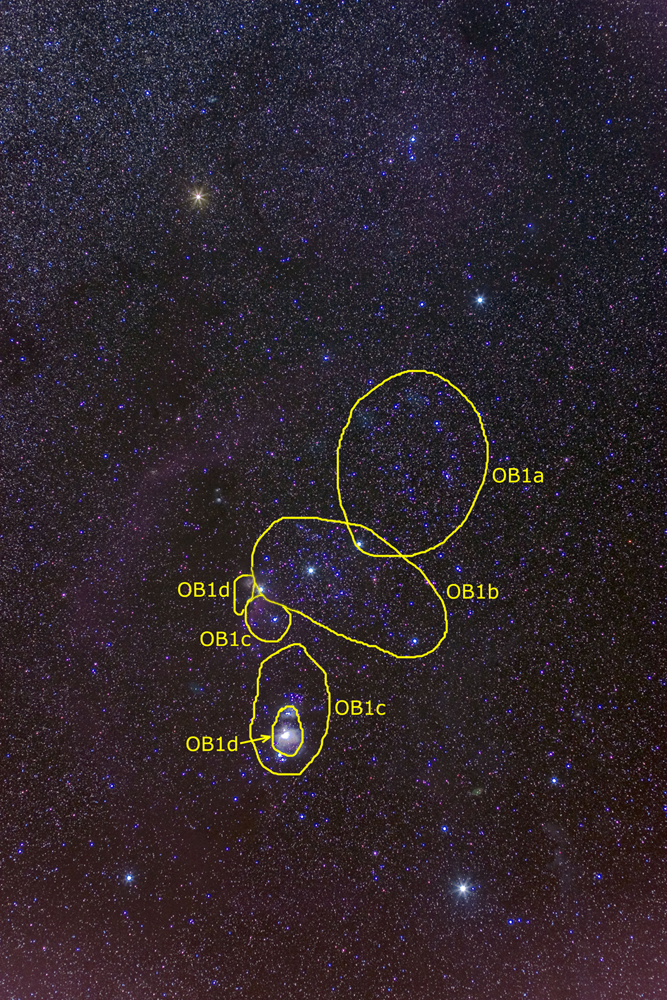
Immagine mappata della costellazione di Orione, con in evidenza i sottogruppi dell'Associazione Orion OB1.

L'associazione Orion OB1 è una delle associazioni OB meglio conosciute e studiate della volta celeste, sia a causa della sua breve distanza, sia per la luminosità delle sue componenti, che appaiono per la maggior parte poco oscurate dalle polveri galattiche; lo studio delle varie fasi evolutive di quest'associazione ha permesso di comprendere meglio le dinamiche e la scala evolutiva dei gruppi stellari di recente formazione.
Orion OB1 è suddivisibile in base alla sua evoluzione e alla dislocazione delle sue componenti in quattro sottogruppi principali; il più antico è definito Orion OB1a: le stelle di questo sottogruppo sono dislocate a nordovest della Cintura di Orione e possiedono un'età compresa fra 8 e 12 milioni di anni. Il secondo gruppo per età è Orion OB1b, che corrisponde alle stelle di fondo della Cintura e possiede un'età compresa fra 1,7 e 8 milioni di anni, sebbene fra queste ricadano anche le tre supergiganti che fanno parte della Cintura stessa, con un'età compresa attorno ai 5 milioni di anni. Orion OB1c coincide invece con le stelle visibili nella Spada di Orione e che si addensano attorno e davanti alla Nebulosa di Orione; di questo sottogruppo fanno parte pure due associazioni stellari poco concentrate, catalogate come NGC 1980 e NGC 1981, rispettivamente ai limiti meridionali e settentrionali dell'asterismo della Spada. La loro età è compresa fra i due e i 6 milioni di anni. Di questo sottogruppo non fanno parte le stelle più giovani direttamente avvolte nel sistema nebuloso di OMC-1, OMC-2 e OMC-3 e nella stessa Nebulosa di Orione, che invece compongono il sottoinsieme Orion OB1d.
Un caso ambiguo è rappresentato del piccolo gruppo legato alla stella 25 Orionis: la sua posizione è in direzione del gruppo Orion OB1a, ma la sua velocità radiale è distinta rispetto alle stelle del resto del sottogruppo, essendo più bassa di circa 10 km s−1; una teoria per spiegare questa differenza afferma che questa e le stelle ad essa legate si siano originate in una regione H II formatasi dall'espansione della bolla creata dalla nascita delle stelle di Orion OB1a e dunque con un'età compresa fra quella delle componenti di OB1a e OB1b.
Tramite la misurazione della parallasse, sono state determinate le distanze dei vari sottogruppi, scoprendo anche che quelli più vecchi sono pure più vicini al sistema solare di quelli più giovani; il gruppo OB1a è dunque anche il più vicino, con una distanza media stimata sui 350 pc (1140 al). OB1b e OB1c si troverebbero a distanza simili fra loro, stimate sui 400 pc (1300 al), mentre le giovani stelle di OB1d avrebbero una distanza paragonabile a quella della Nebulosa di Orione (420 pc, ossia 1370 al).
Dal gruppo OB1c provengono anche le celebri stelle fuggitive AE Aurigae e μ Columbae, due astri che si muovono in direzioni opposte nello spazio; tramite i dati del satellite Hipparcos è emerso che circa 2,6 milioni di anni fa queste due stelle e la brillante binaria ι Orionis si trovavano nella stessa posizione nello spazio, e su questa scoperta è stata formulata l'ipotesi secondo cui queste stelle subirono un'interazione a quattro corpi, in seguito alla quale due binarie dello stesso ammasso si scambiarono; il risultato fu che le due stelle più massicce subirono i reciproci influssi gravitazionali diventando un nuovo sistema binario, l'attuale ι Orionis, mentre le due stelle meno massicce furono sospinte via a grande velocità dall'intensa energia gravitazionale, allontanandosi dalla regione della loro formazione.

## Interazioni con l'ambiente esterno
Nel Complesso di Orione, se si considera un mezzo interstellare standard per i complessi nebulosi molecolari, si è determinato che nella regione negli ultimi 12 milioni di anni si sarebbe formato un numero di stelle con massa maggiore alle 8 M☉ compreso fra 30 e 100; il limite di 8 M☉ è indicativo poiché si tratta della massa minima necessaria affinché una stella esploda come supernova. In base a questi calcoli, data la vita breve delle stelle supermassicce, si suppone che gran parte di esse abbiano concluso il loro ciclo vitale esplodendo come supernovae negli ultimi 10 milioni di anni. Per il sottogruppo OB1a, tramite la relazione età-massa, tutte le stelle con una massa superiore alle 13M☉ sono esplose; nei sottogruppi OB1b e OB1c le stelle esplose sarebbero invece quelle con massa superiore alle 20M☉. L'energia rilasciata da queste esplosioni ha creato una superbolla in espansione ben individuabile ai raggi X.

### L'Anello di Barnard e la superbolla di Orione-Eridano

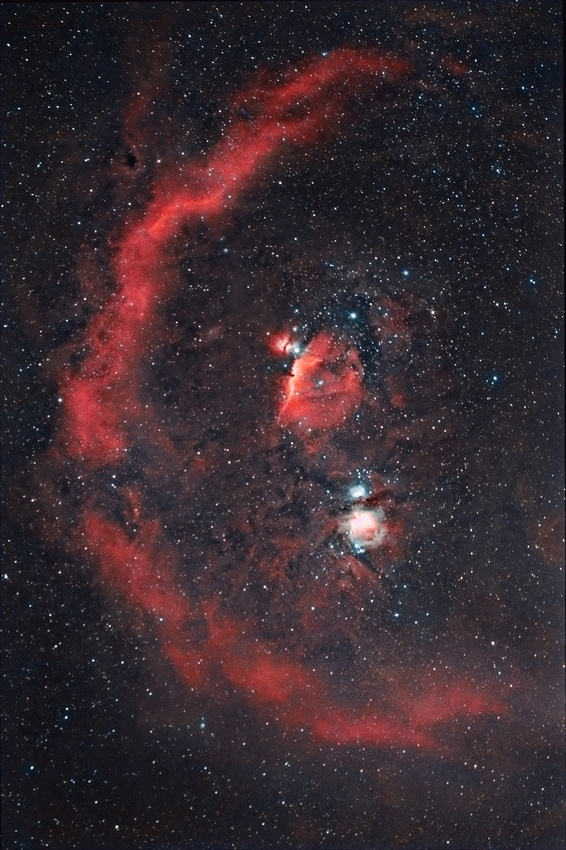
Nelle immagini sensibili all'infrarosso è ben visibile, sul lato orientale (a sinistra), un grande arco nebuloso che sembra avvolgere il centro della costellazione, l'Anello di Barnard.

Il primo rilevamento della superbolla avvenne sul finire dell'Ottocento, quando Edward Emerson Barnard scoprì una struttura nebulosa di vaste proporzioni a forma di semicerchio che avvolgeva e delimitava il lato orientale delle regioni nebulose di Orione, il cosiddetto Anello di Barnard; questo anello fu in seguito riconosciuto come la parte più luminosa e più orientale di una superbolla di grandi dimensioni che si estendeva per oltre 40° di diametro angolare, fino a sconfinare e penetrare in profondità nella costellazione di Eridano. La bolla si estende in direzione quasi perpendicolare al piano galattico, discostandosene notevolmente, mentre le sue dimensioni reali corrispondono a 140x300 pc, valore ottenuto calcolando le dimensioni apparenti (20°x40°) e conoscendo la distanza (circa 400 pc di media); la sua velocità di espansione è compresa fra 10 e 20 km s−1. A causa dell'effetto eccitante della radiazione ultravioletta e della presenza di alcune deboli sorgenti di raggi X, la temperatura interna del mezzo interstellare della bolla è compresa fra 10.000 e 50.000 K.
Il confine della bolla più prossimo alla nostra direzione sembrerebbe trovarsi a circa 180 pc dal Sole, ossia a meno della metà della distanza fra quest'ultimo e la regione centrale del complesso nebuloso molecolare; secondo alcune teorie, queste estese dimensioni, unite alla presenza del plasma caldo osservato nel settore più esterno della bolla, sarebbero un indizio che farebbe pensare all'esplosione di una supernova avvenuta negli ultimi milioni di anni in una posizione intermedia fra il sistema solare e la regione di Orione.
Il bordo esterno dell'involucro formato dalla superbolla in espansione è ben visibile nel lontano infrarosso, mentre alcuni tratti, come l'Anello di Barnard, sono ben rilevabili anche nelle normali foto astronomiche a lunga esposizione ottenute con strumenti amatoriali in dotazione agli astrofili; all'infrarosso e nella banda dell'emissione 21 cm caratteristiche dell'idrogeno neutro, l'involucro mostra una struttura filamentosa, mentre la gran parte delle emissioni proviene da una regione situata all'esterno del guscio di idrogeno. La massa di questo gas è di circa 23.000 M☉.
I tenui filamenti della superbolla visibili in direzione di Eridano prendono il nome di Bolla di Eridano; qui è possibile individuare due strutture disposte ad arco: quella più orientale è anche la più grande, ed è stata chiamata Arco A; tramite l'analisi a più lunghezze d'onda e lo studio della velocità radiale, è emerso che l'arco A potrebbe essere una struttura indipendente sia dall'arco più occidentale, l'Arco B, sia dall'Anello di Barnard, del quale potrebbe sembrare invece quasi un naturale proseguimento ad ovest. L'arco B, anche se più piccolo, sarebbe invece più vicino a noi, a una distanza di circa 150 parsec, contro i 210 parsec stimati per l'Arco A.

### Libri

#### Testi generali
- (EN) Stephen James O'Meara, Deep Sky Companions: Hidden Treasures, Cambridge University Press, 2007, ISBN 0-521-83704-9.
- (EN) Robert Burnham, Jr, Burnham's Celestial Handbook: Volume Two, New York, Dover Publications, Inc., 1978.
- (EN) Chaisson, McMillan, Astronomy Today, Englewood Cliffs, Prentice-Hall, Inc., 1993, ISBN 0-13-240085-5.
- (EN) Thomas T. Arny, Explorations: An Introduction to Astronomy, 3 updatedª ed., Boston, McGraw-Hill, 2007, ISBN 0-07-321369-1.
- AA.VV, L'Universo - Grande enciclopedia dell'astronomia, Novara, De Agostini, 2002.
- J. Gribbin, Enciclopedia di astronomia e cosmologia, Milano, Garzanti, 2005, ISBN 88-11-50517-8.
- W. Owen et al., Atlante illustrato dell'Universo, Milano, Il Viaggiatore, 2006, ISBN 88-365-3679-4.
- J. Lindstrom, Stelle, galassie e misteri cosmici, Trieste, Editoriale Scienza, 2006, ISBN 88-7307-326-3.

#### Testi sull'evoluzione stellare
- (EN) C. J. Lada, N. D. Kylafits, The Origin of Stars and Planetary Systems, Kluwer Academic Publishers, 1999, ISBN 0-7923-5909-7.
- A. De Blasi, Le stelle: nascita, evoluzione e morte, Bologna, CLUEB, 2002, ISBN 88-491-1832-5.
- C. Abbondi, Universo in evoluzione dalla nascita alla morte delle stelle, Sandit, 2007, ISBN 88-89150-32-7.
- M. Hack, Dove nascono le stelle. Dalla vita ai quark: un viaggio a ritroso alle origini dell'Universo, Milano, Sperling & Kupfer, 2004, ISBN 88-8274-912-6.

### Pubblicazioni scientifiche (in lingua inglese)
- (EN) Bally, J., Overview of the Orion Complex, in Handbook of Star Forming Regions, Volume I: The Northern Sky ASP Monograph Publications, vol. 4, dicembre 2008,  p. 1.
- (EN) Muench, A.; Getman, K.; Hillenbrand, L.; Preibisch, T., Star Formation in the Orion Nebula I: Stellar Content, in Handbook of Star Forming Regions, Volume I: The Northern Sky ASP Monograph Publications, vol. 4, dicembre 2008,  p. 1.
- (EN) O'Dell, C. R.; Muench, A.; Smith, N.; Zapata, L., Star Formation in the Orion Nebula II: Gas, Dust, Proplyds and Outflows, in Handbook of Star Forming Regions, Volume I: The Northern Sky ASP Monograph Publications, vol. 4, dicembre 2008,  p. 1.
- (EN) Peterson, D. E.; Megeath, S. T., The Orion Molecular Cloud 2/3 and NGC 1977 Regions, in Handbook of Star Forming Regions, Volume I: The Northern Sky ASP Monograph Publications, vol. 4, dicembre 2008,  p. 1.
- (EN) Allen, L. E.; Davis, C. J., Low Mass Star Formation in the Lynds 1641 Molecular Cloud, in Handbook of Star Forming Regions, Volume I: The Northern Sky ASP Monograph Publications, vol. 4, dicembre 2008,  p. 1.
- (EN) Meyer, M. R.; Flaherty, K.; Levine, J. L.; Lada, E. A.; Bowler, B. P.; Kandori, R., Star Formation in NGC 2023, NGC 2024, and Southern L1630, in Handbook of Star Forming Regions, Volume I: The Northern Sky ASP Monograph Publications, vol. 4, dicembre 2008,  p. 1.
- (EN) Gibb, A. G., Star Formation in NGC 2068, NGC 2071, and Northern L1630, in Handbook of Star Forming Regions, Volume I: The Northern Sky ASP Monograph Publications, vol. 4, dicembre 2008,  p. 1.
- (EN) Walter, F. M.; Sherry, W. H.; Wolk, S. J.; Adams, N. R., The σ Orionis Cluster, in Handbook of Star Forming Regions, Volume I: The Northern Sky ASP Monograph Publications, vol. 4, dicembre 2008,  p. 1.
- (EN) Mathieu, R. D., The λ Orionis Star Forming Region, in Handbook of Star Forming Regions, Volume I: The Northern Sky ASP Monograph Publications, vol. 4, dicembre 2008,  p. 1.
- (EN) Reipurth, B.; Megeath, S. T.; Bally, J.; Walawender, J., The L1617 and L1622 Cometary Clouds in Orion, in Handbook of Star Forming Regions, Volume I: The Northern Sky ASP Monograph Publications, vol. 4, dicembre 2008,  p. 1.
- (EN) Alcalá, J. M.; Covino, E.; Leccia, S., Orion Outlying Clouds, in Handbook of Star Forming Regions, Volume I: The Northern Sky ASP Monograph Publications, vol. 4, dicembre 2008,  p. 1.
- (EN) Brice, C., The Dispersed Young Population in Orion, in Handbook of Star Forming Regions, Volume I: The Northern Sky ASP Monograph Publications, vol. 4, dicembre 2008,  p. 1.

### Carte celesti
- Toshimi Taki, Taki's 8.5 Magnitude Star Atlas, su geocities.jp, 2005. URL consultato il 7 novembre 2010 (archiviato dall'url originale il 5 novembre 2018). - Atlante celeste liberamente scaricabile in formato PDF.
- (EN) Tirion, Rappaport, Lovi, Uranometria 2000.0 - Volume I - The Northern Hemisphere to -6°, Richmond, Virginia, USA, Willmann-Bell, inc., 1987, ISBN 0-943396-14-X.
- (EN) Tirion, Sinnott, Sky Atlas 2000.0, 2ª ed., Cambridge, USA, Cambridge University Press, 1998, ISBN 0-933346-90-5.
- (EN) Tirion, The Cambridge Star Atlas 2000.0, 3ª ed., Cambridge, USA, Cambridge University Press, 2001, ISBN 0-521-80084-6.

### Argomenti generali
- Orione (costellazione)
- Nebulosa
- Nebulose nella cultura popolare

### Argomenti specifici
- Bolla di Eridano
- Braccio di Orione
- Nebulosa di Orione
- Oggetti non stellari nella costellazione di Orione
- Regioni periferiche del Complesso di Orione

### Fenomeni e oggetti correlati
- Associazione OB
- Formazione stellare
- Nube molecolare gigante
- Regione H II
- Stella gigante blu
- Stella supergigante blu
- Superbolla